# Rétromobile 2024
Édition du salon Rétromobile par année
- 2020
- 2021
- 2022
- 2023
- 2024
- 2025
- 2026
- 2027
- 2028

Rétromobile 2024 est la 48e édition du salon Rétromobile consacré aux voitures anciennes et à l’ensemble des thèmes de la voiture de collection principalement et aussi de la moto ancienne. Il se tient au Parc des expositions de la Porte de Versailles à Paris, en France.

## Présentation
Les voitures britanniques sont à l'honneur lors de cette édition 2024 avec notamment la MG EX 181 représentée sur l'affiche officielle, surnommée la Roaring Raindrop qui a signé le record de vitesse à 395 km/h en 1957.
En plus des voitures de collection, cette édition reçoit de grands constructeurs motos et propose une zone de vente dédiée aux deux-roues d’exception.

### Dates et fréquentation
La 48e édition du salon programmée du 31 janvier au 4 février 2024 a accueilli 130 000 visiteurs, soit son second record de fréquentation depuis 1976.

## Anniversaires

### Morris Garages

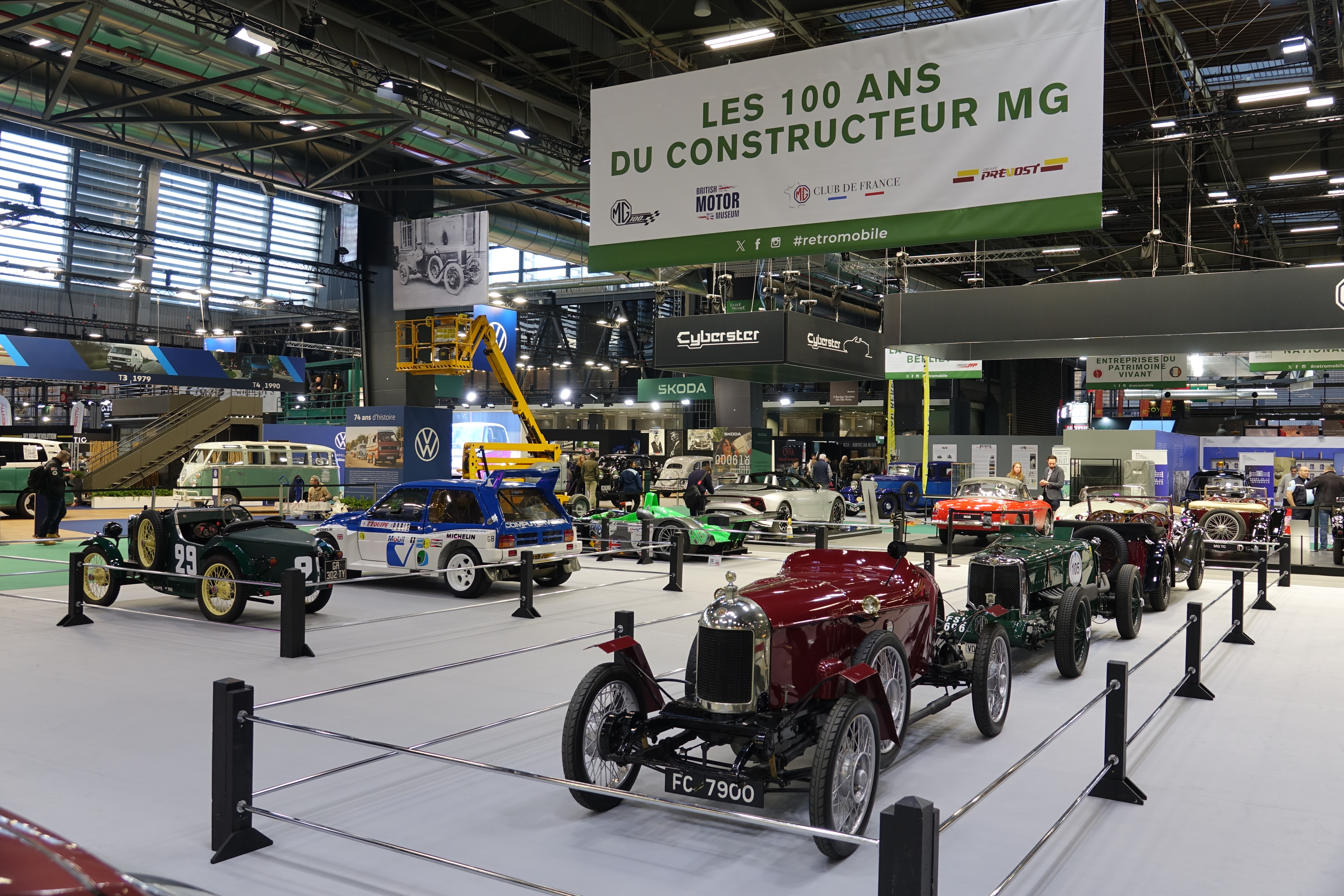
100 ans du constructeur MG.

2024 est l'année anniversaire du centenaire du constructeur britannique Morris Garages devenu MG Motor après sa reprise par le groupe chinois SAIC. C'est d'ailleurs la MG EX135 que l'on retrouve sur l'affiche officielle du salon.
MG expose ses modèles historiques, ses voitures de compétition, ainsi que le nouveau roadster électrique Cyberster.

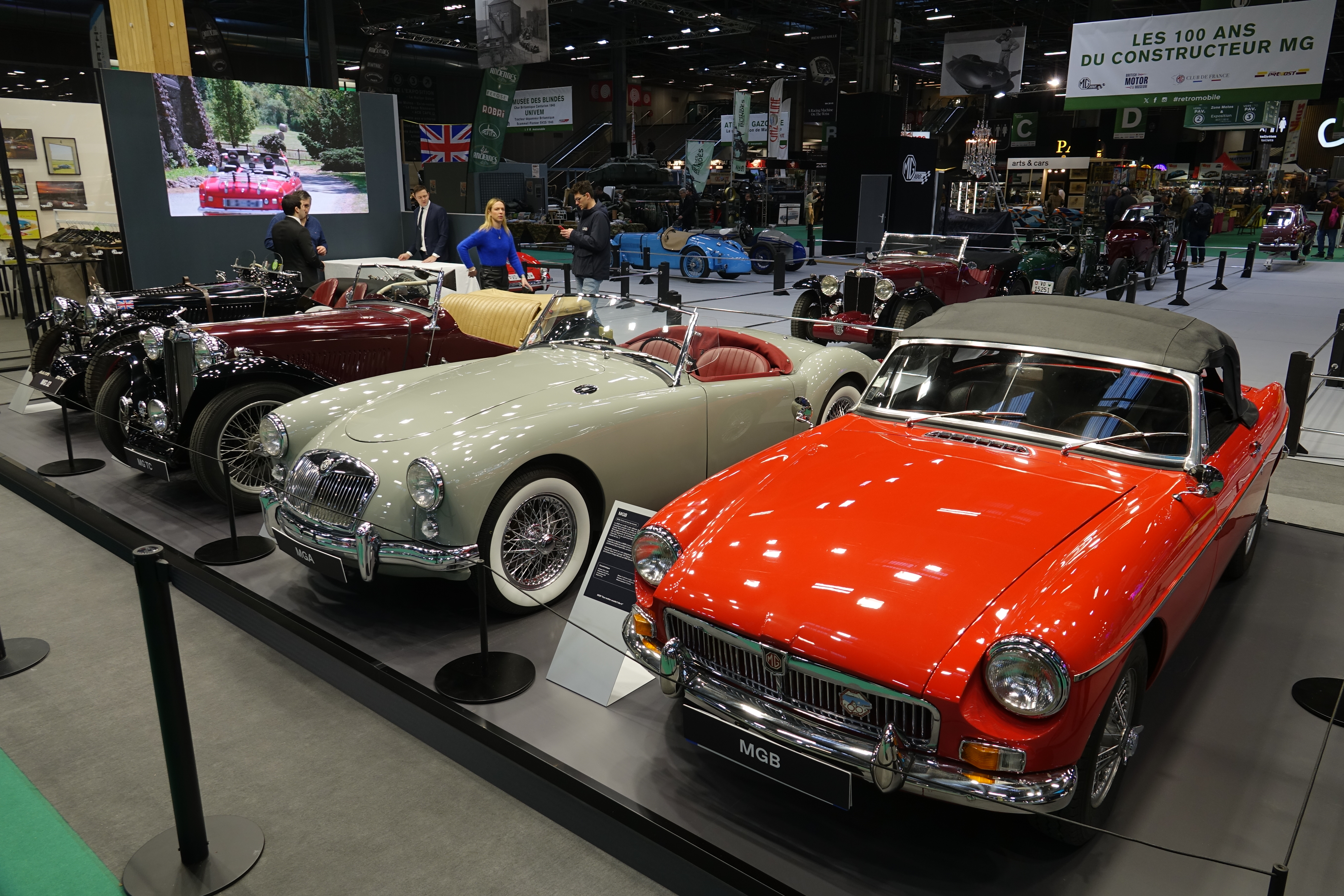
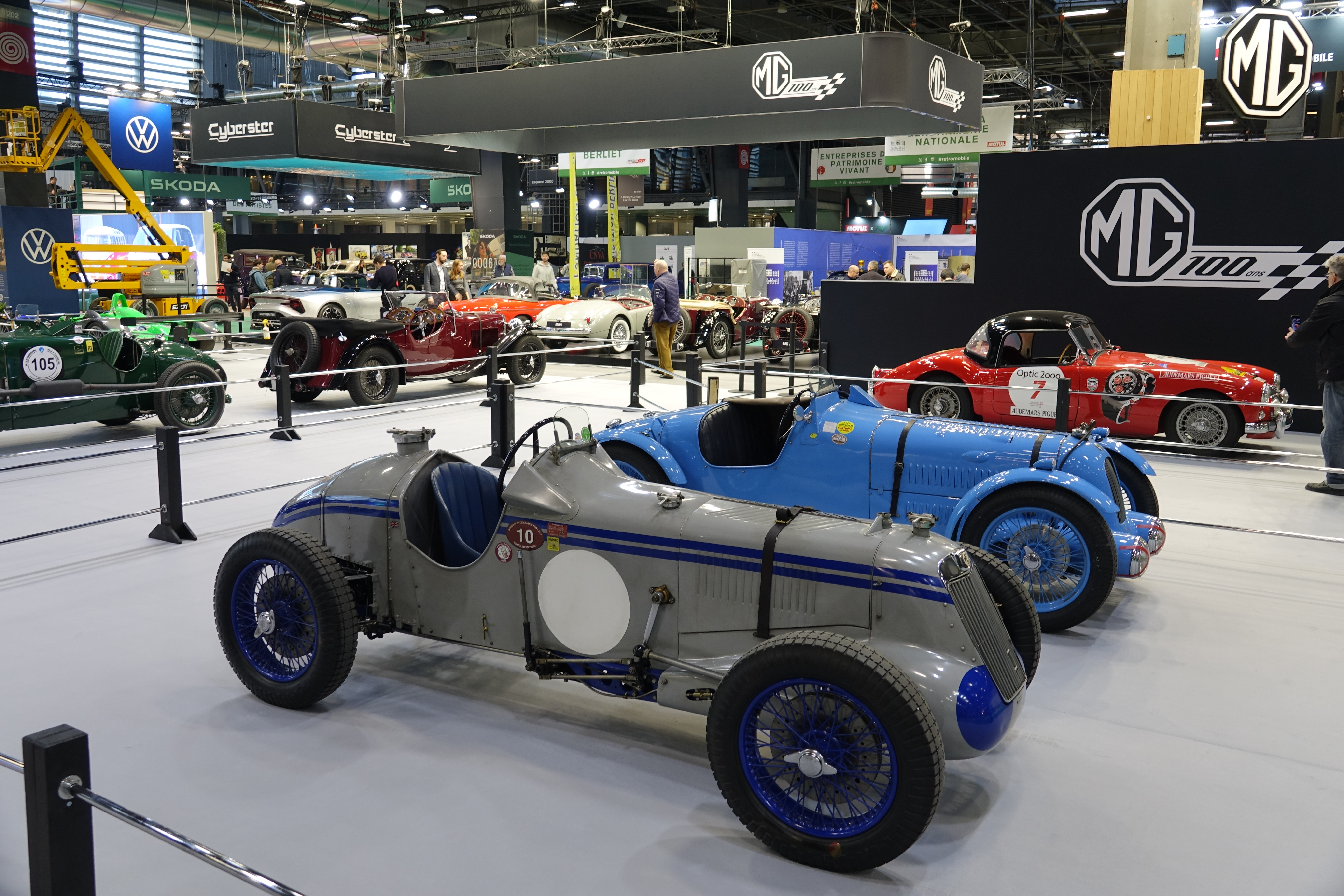
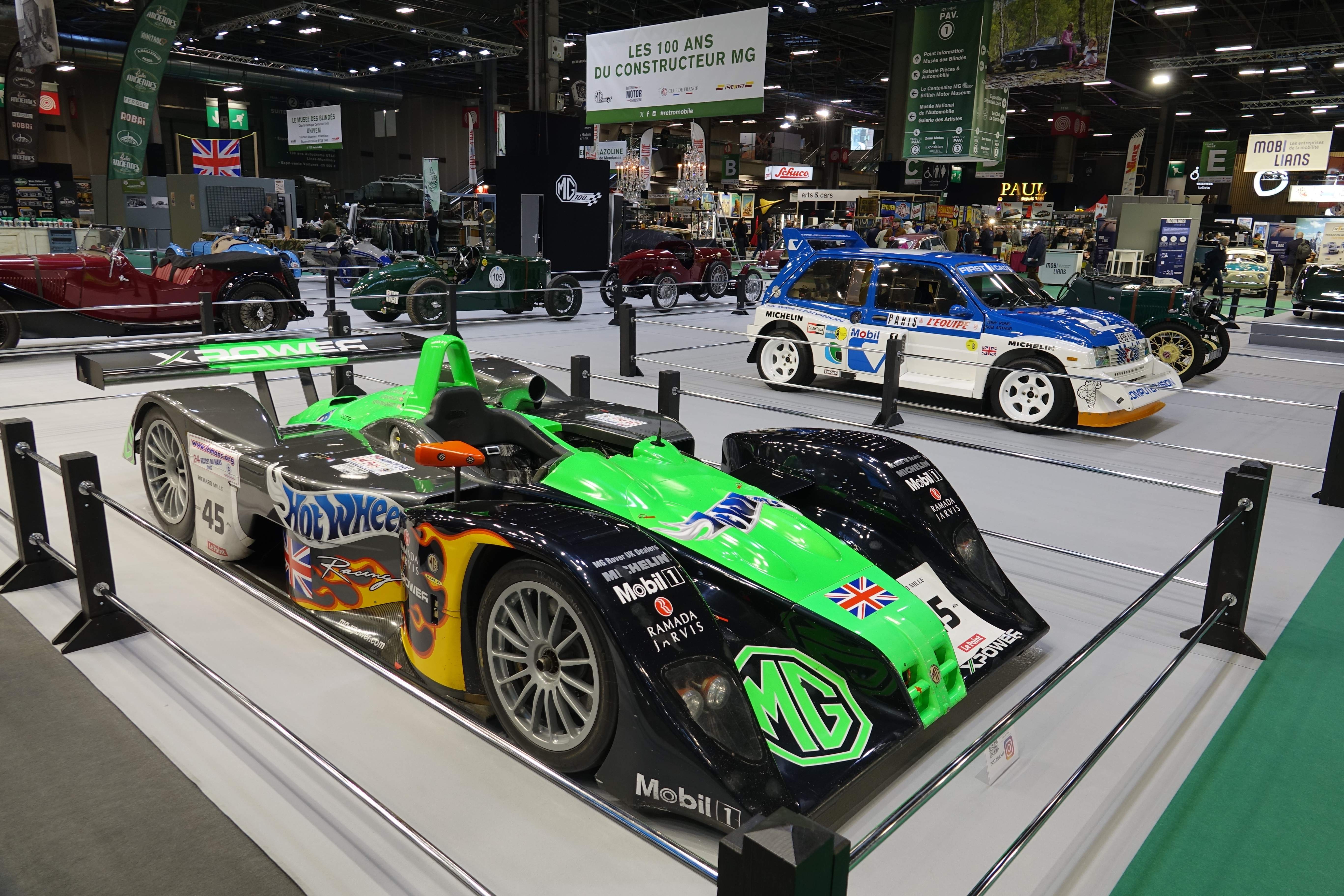
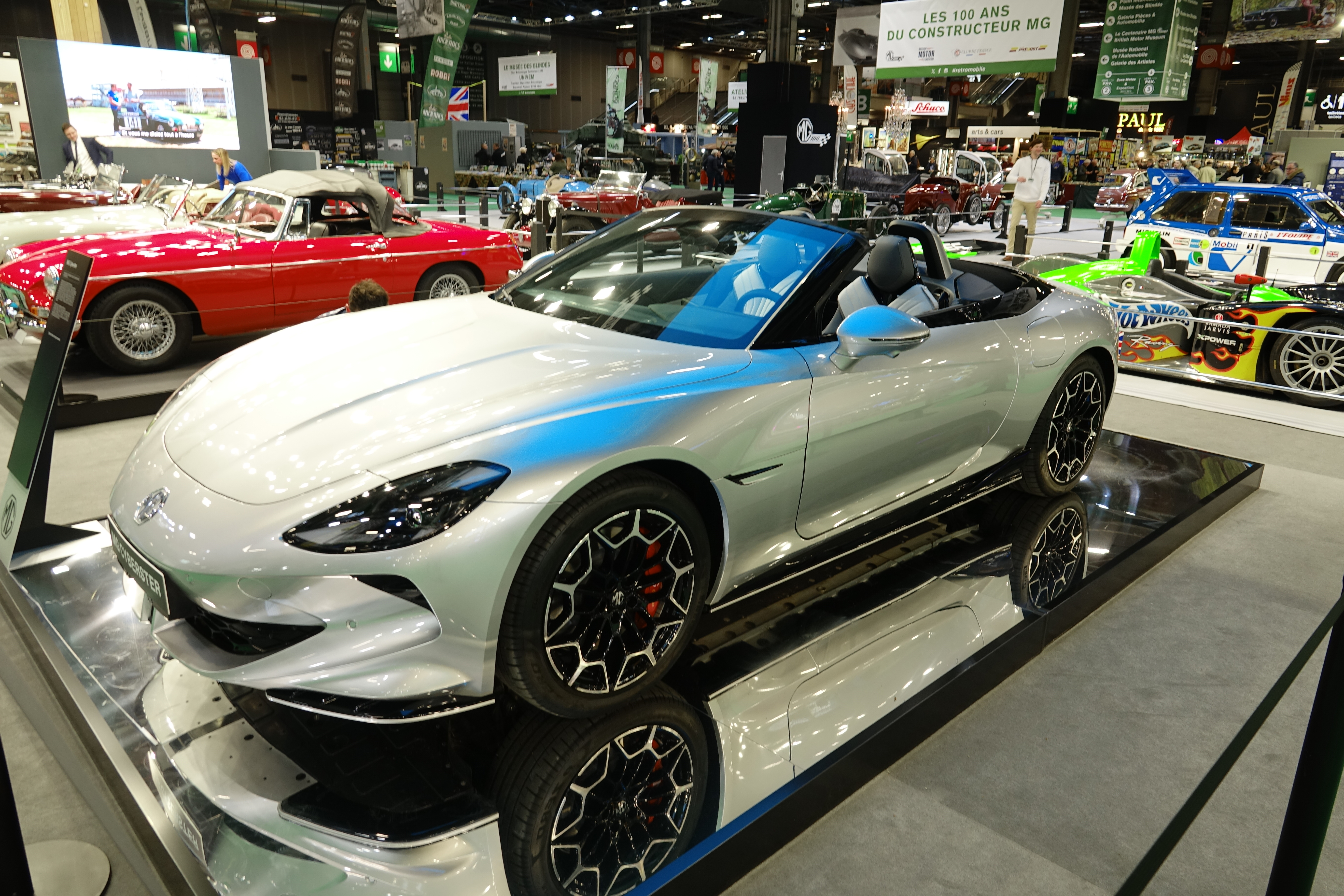

### Autodrome de Linas-Montlhéry

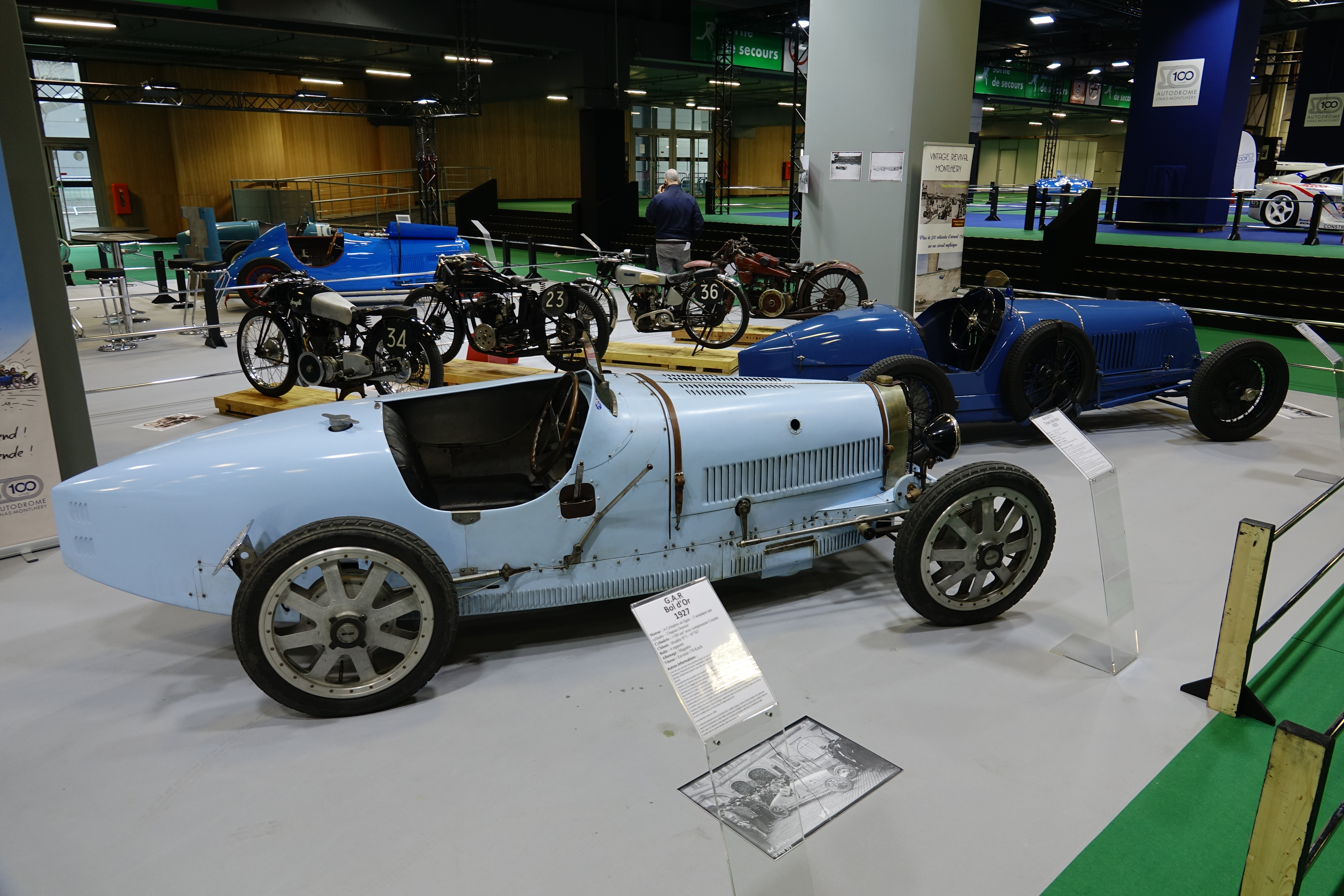
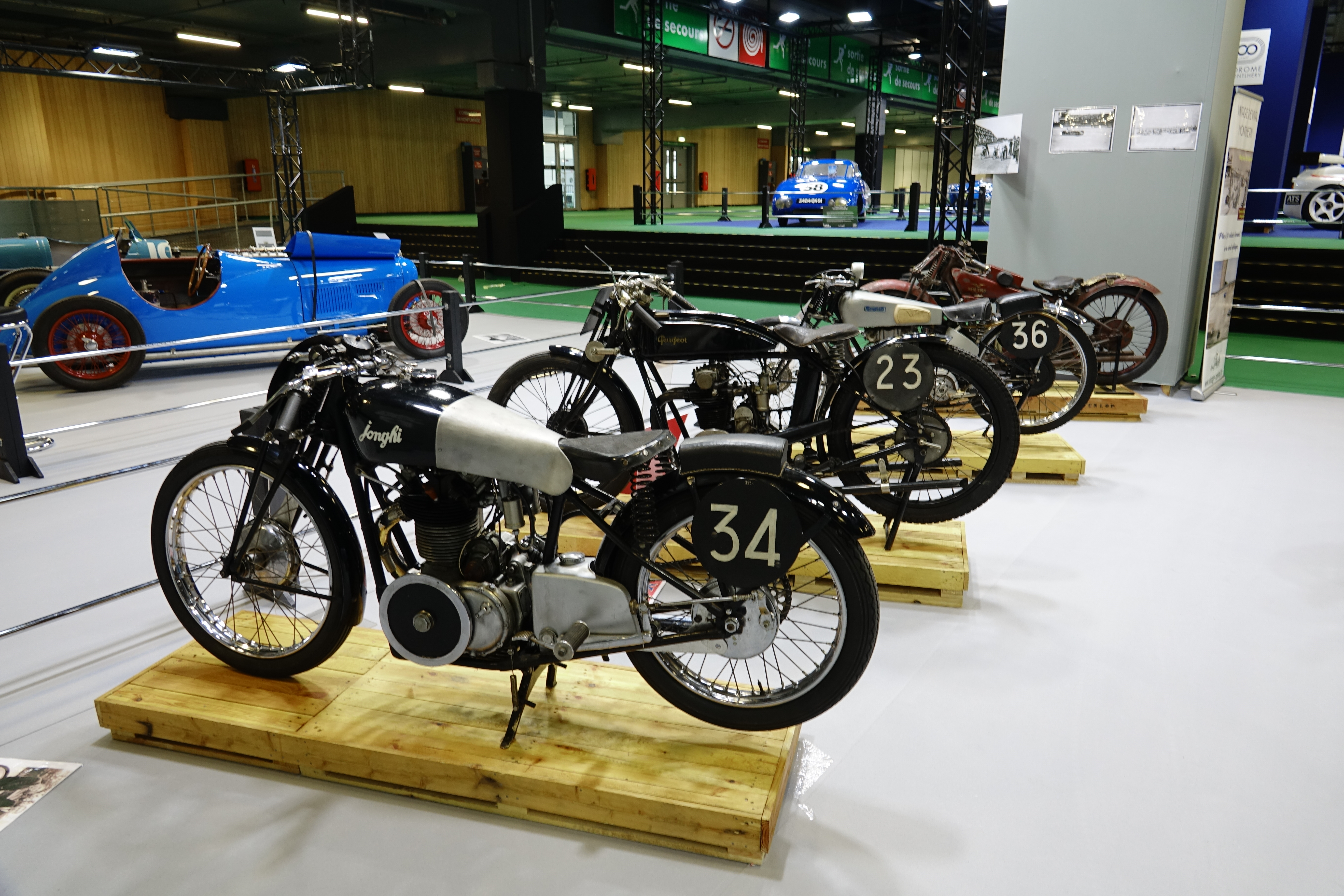
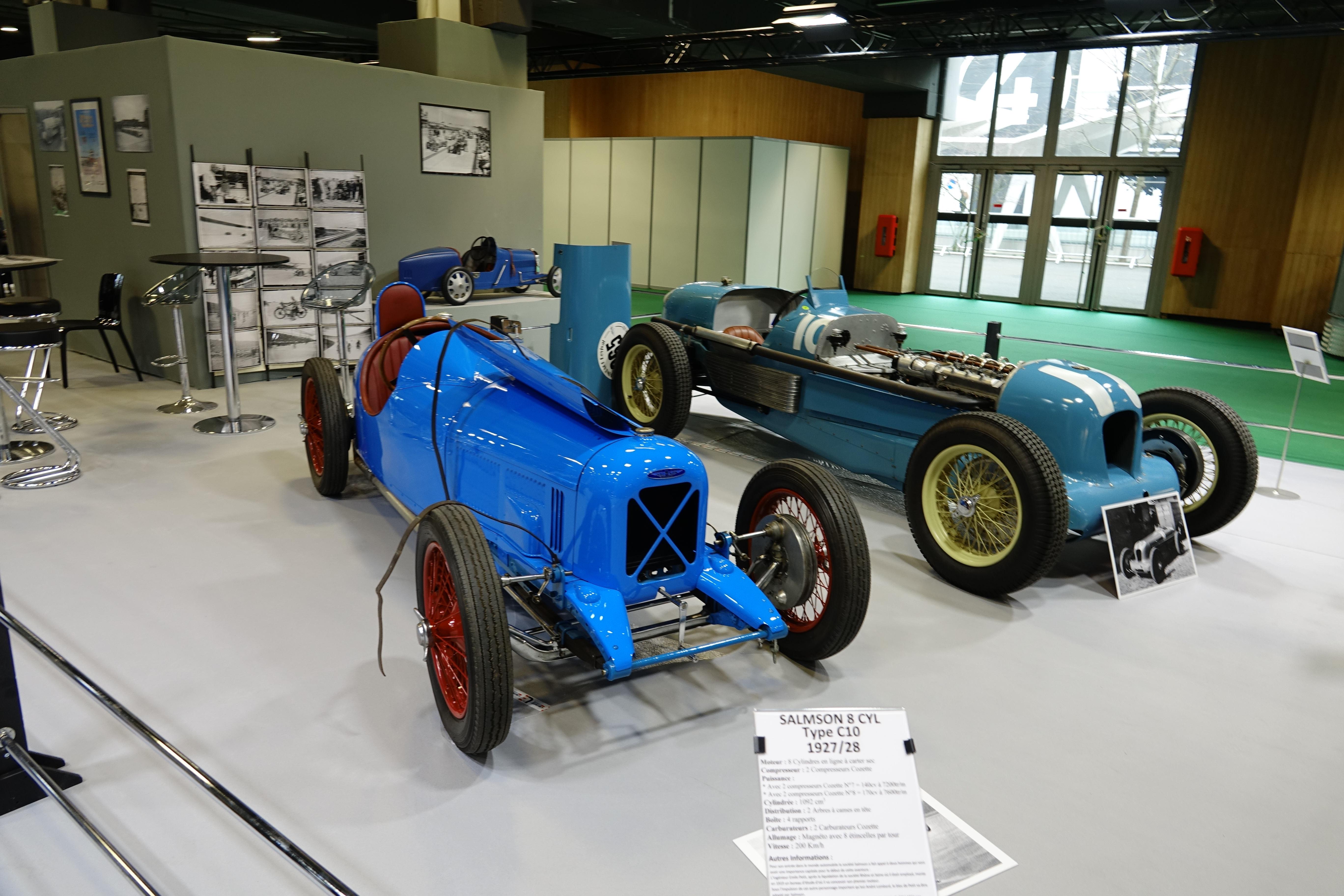

Le Circuit de Montlhéry fête les 100 ans de sa construction en 1924 par l'architecte Raymond Jamin.

Exposition 100 ans de l'Autodrome de Linas-Montlhéry
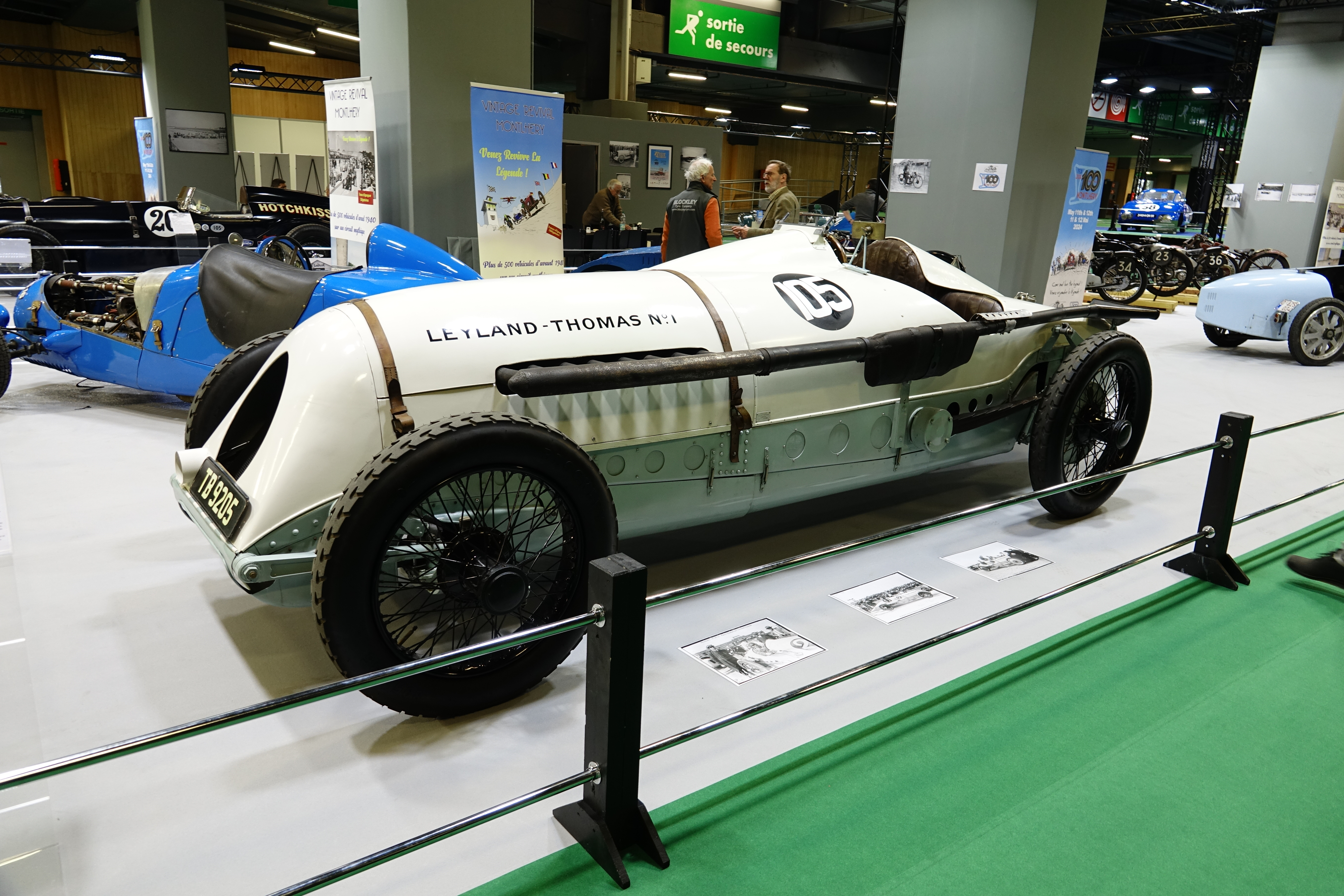
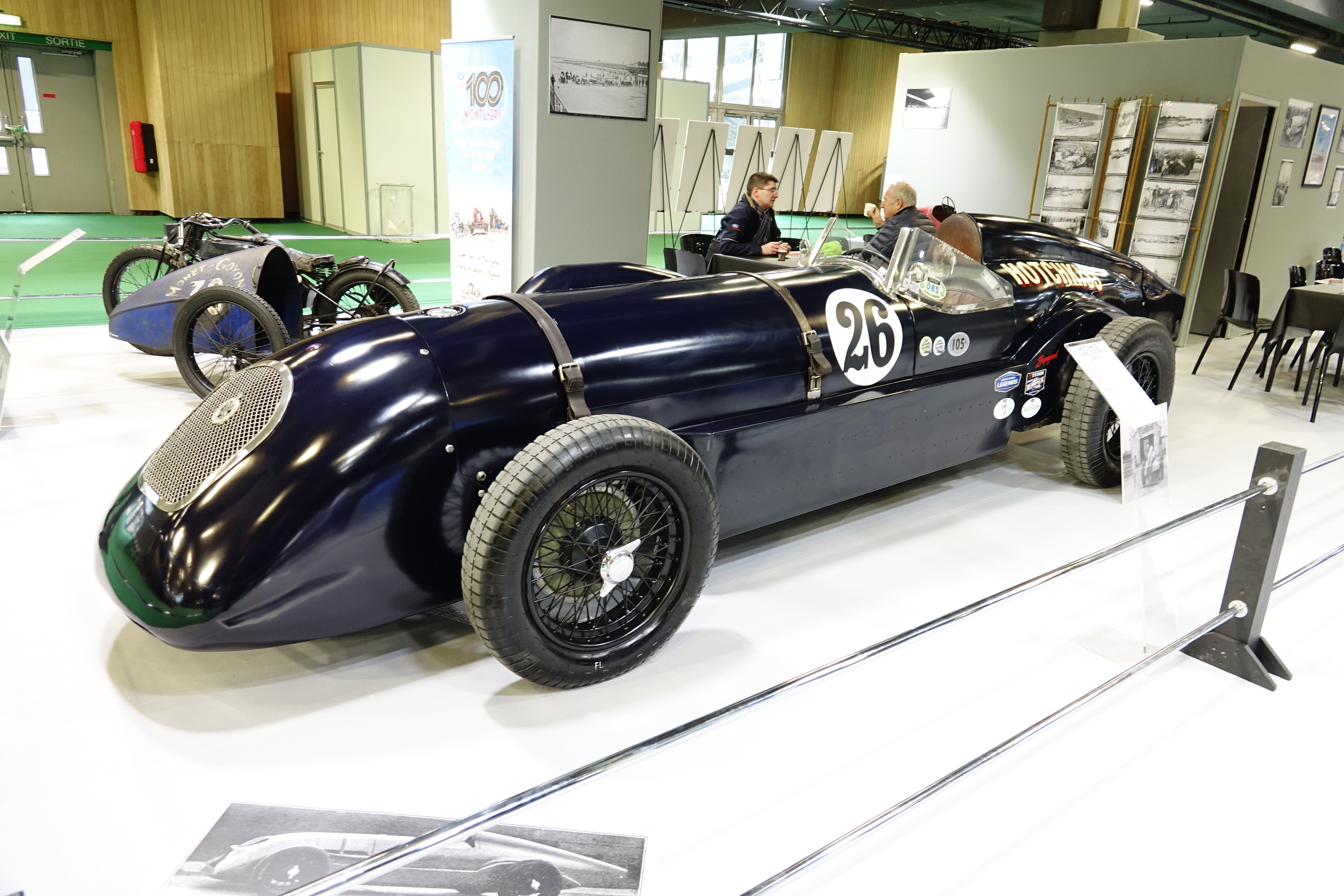
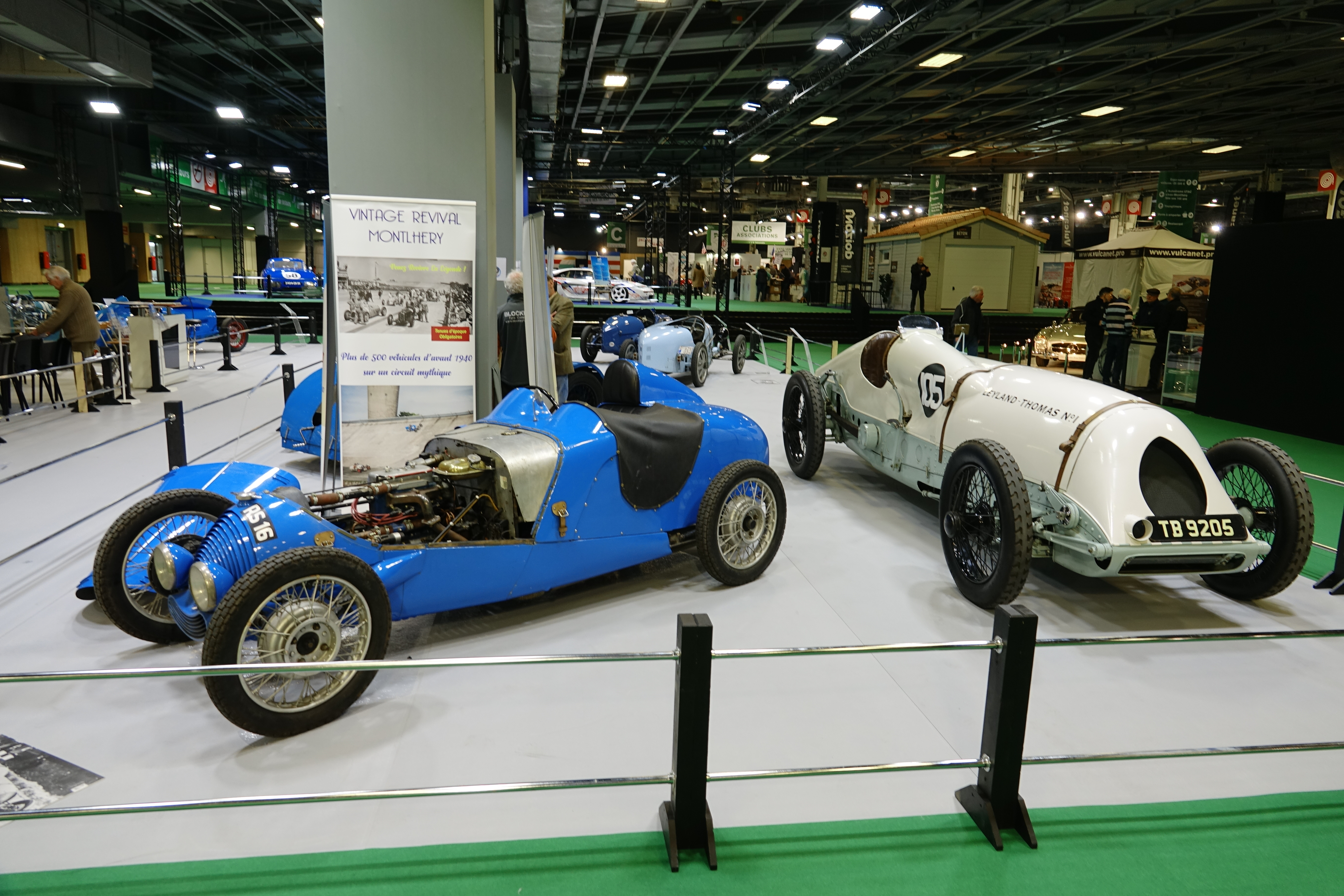

### 50 ans de la Volkswagen Golf

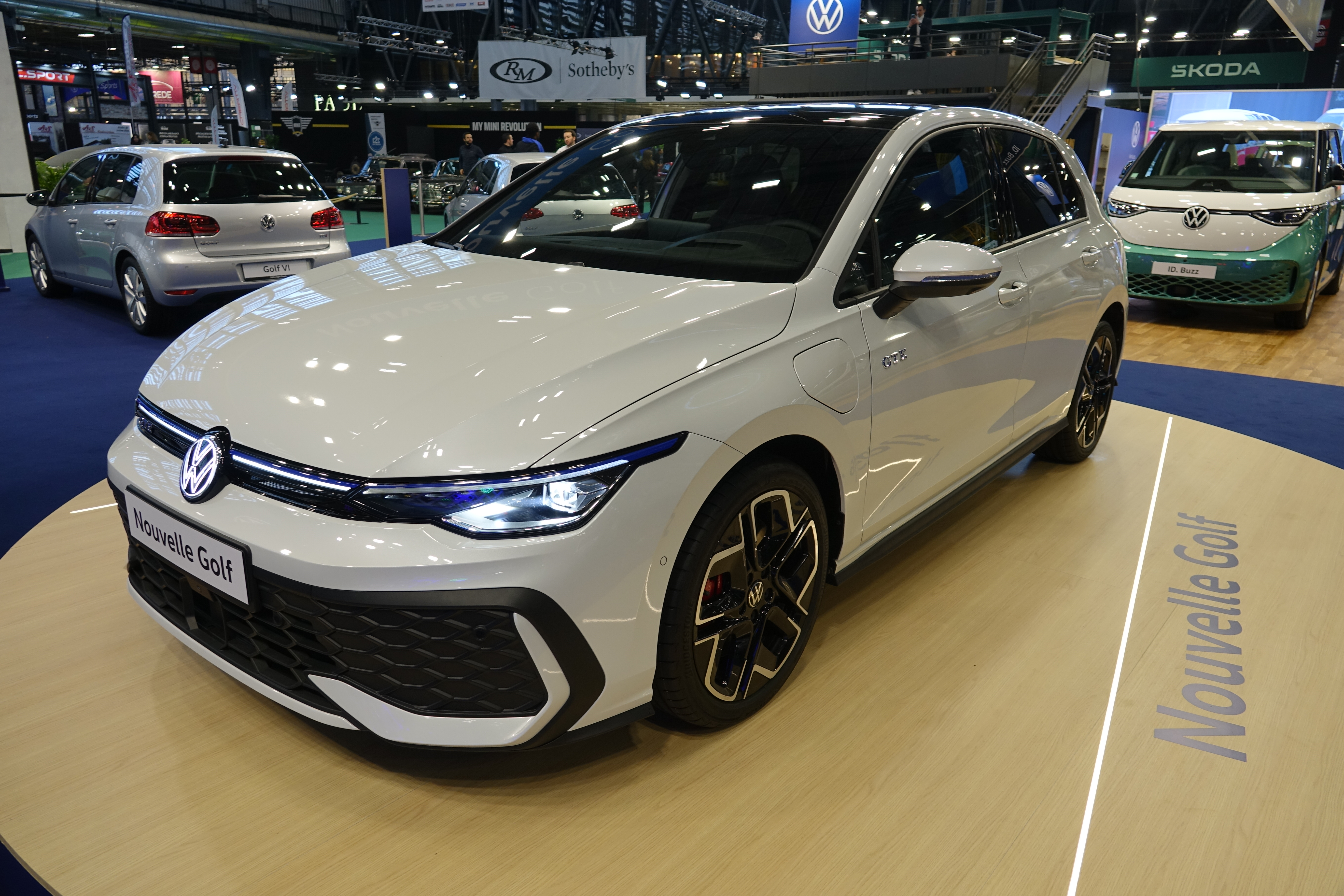
Volkswagen Golf VIII phase 2

Le constructeur allemand Volkswagen expose sa gamme, ainsi que toutes les générations de la Volkswagen Golf qui célèbre ses 50 ans et en avant première la nouvelle Golf de 8e génération restylée.

### 50 ans de Sébastien Loeb

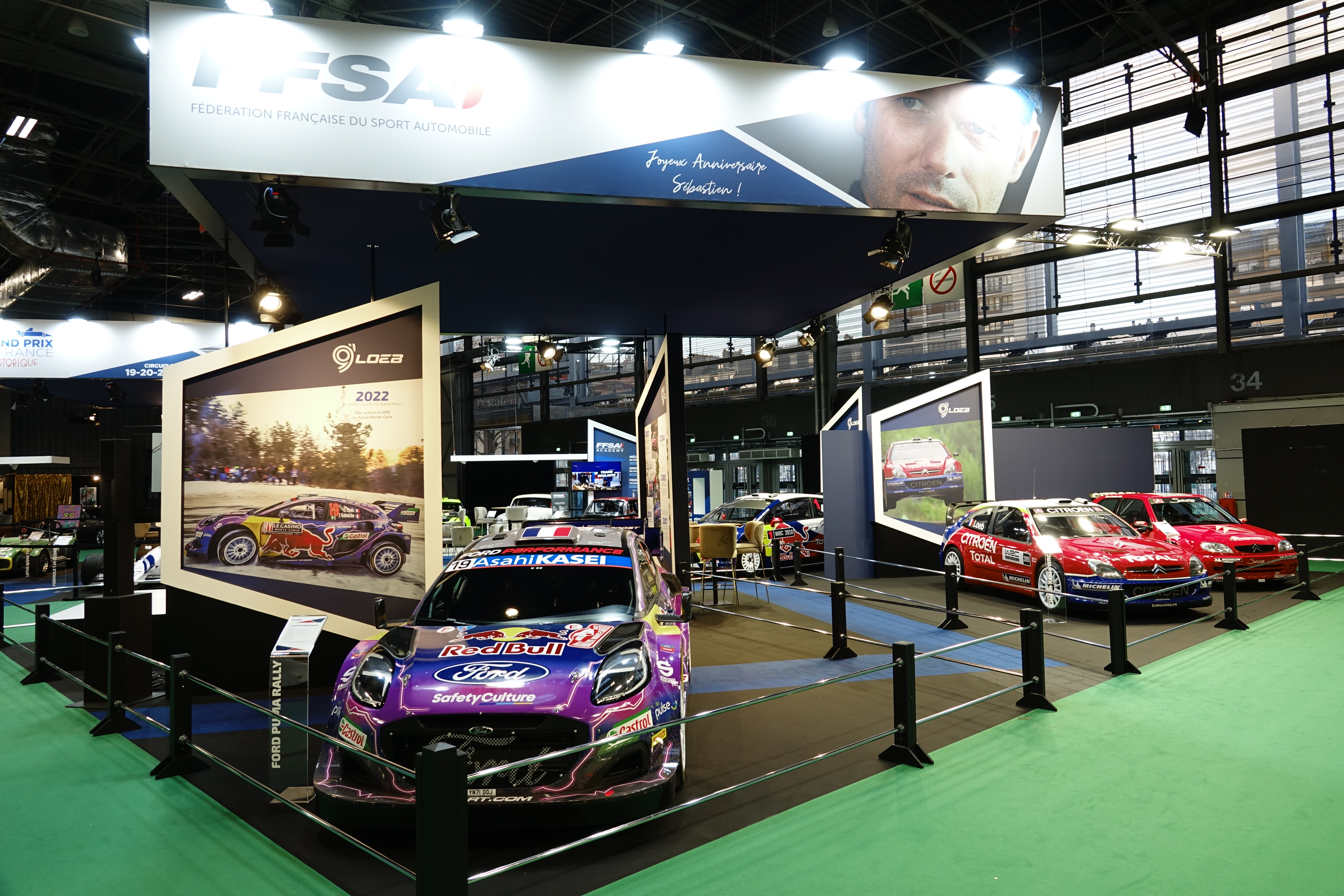
Exposition anniversaire 50 ans de Sébastien Loeb

Le salon célèbre les 50 ans du pilote français Sébastien Loeb en exposant 5 modèles représentatifs de sa carrière :
- Citroën Saxo Super 1600 (2001) ;
- Citroën Xsara WRC (2005) ;
- Citroën C4 WRC (2010) ;
- Ford Puma Rally1 Hybrid M-Sport (2022) ;
- Dacia Sandrider (Prototype T1+Ultimate) (2025)[8].

## Expositions

### Paris-Dakar
Cette année, la passerelle entre les halls 1 et 2 accueille une exposition dédiée au Rallye Dakar lancé en 1978. Sont ainsi présentés des véhicules ayant fait l'histoire du rallye :
- Yamaha XT 500 de Thierry Sabine ;
- Renault 4L des Frères Marreau ;
- Renault KZ « La Gazelle » ;
- Peugeot 405 Grand-Raid ;
- Porsche 959 ;
- Nissan X-Trail de 2002 piloté par Johnny Hallyday.

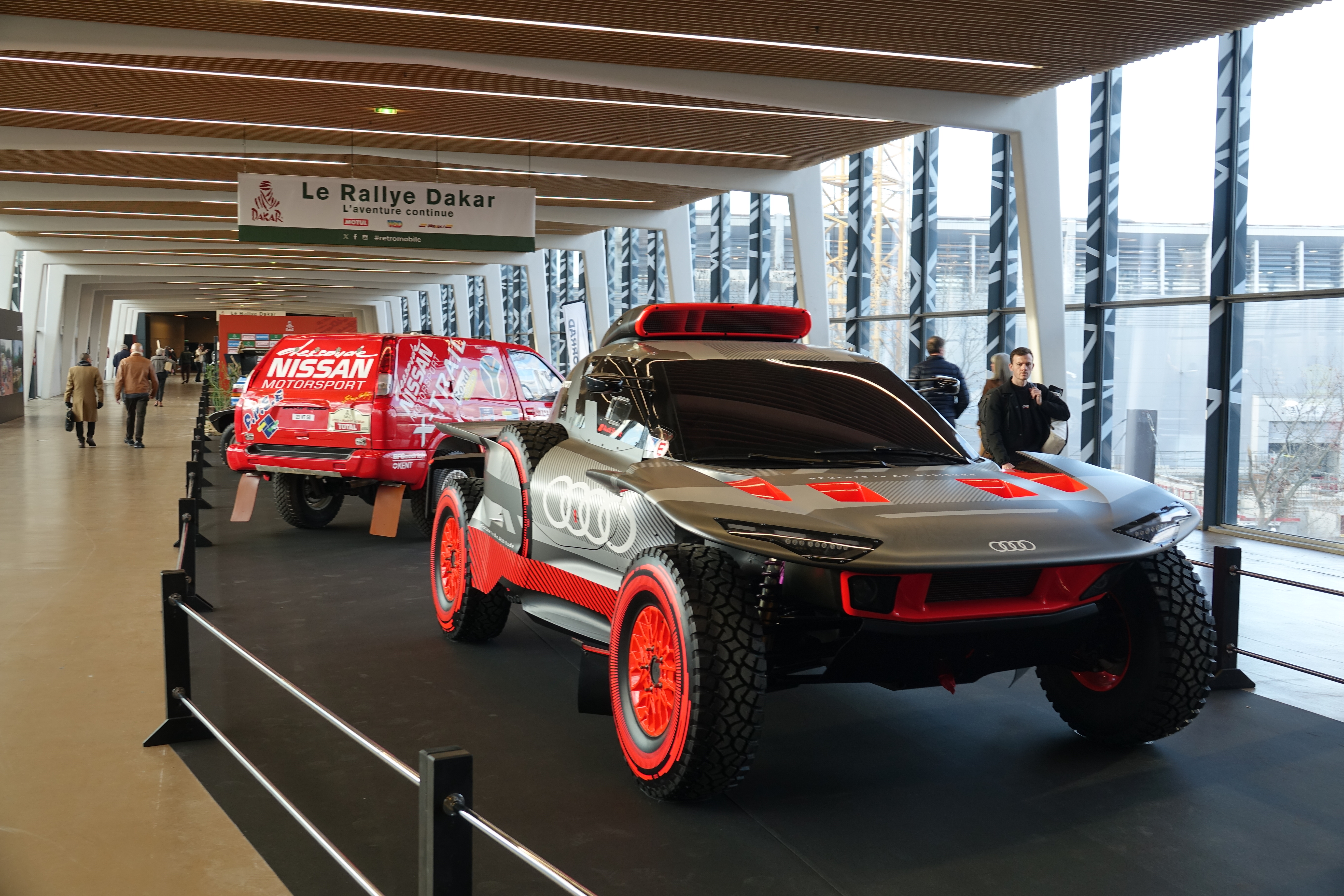
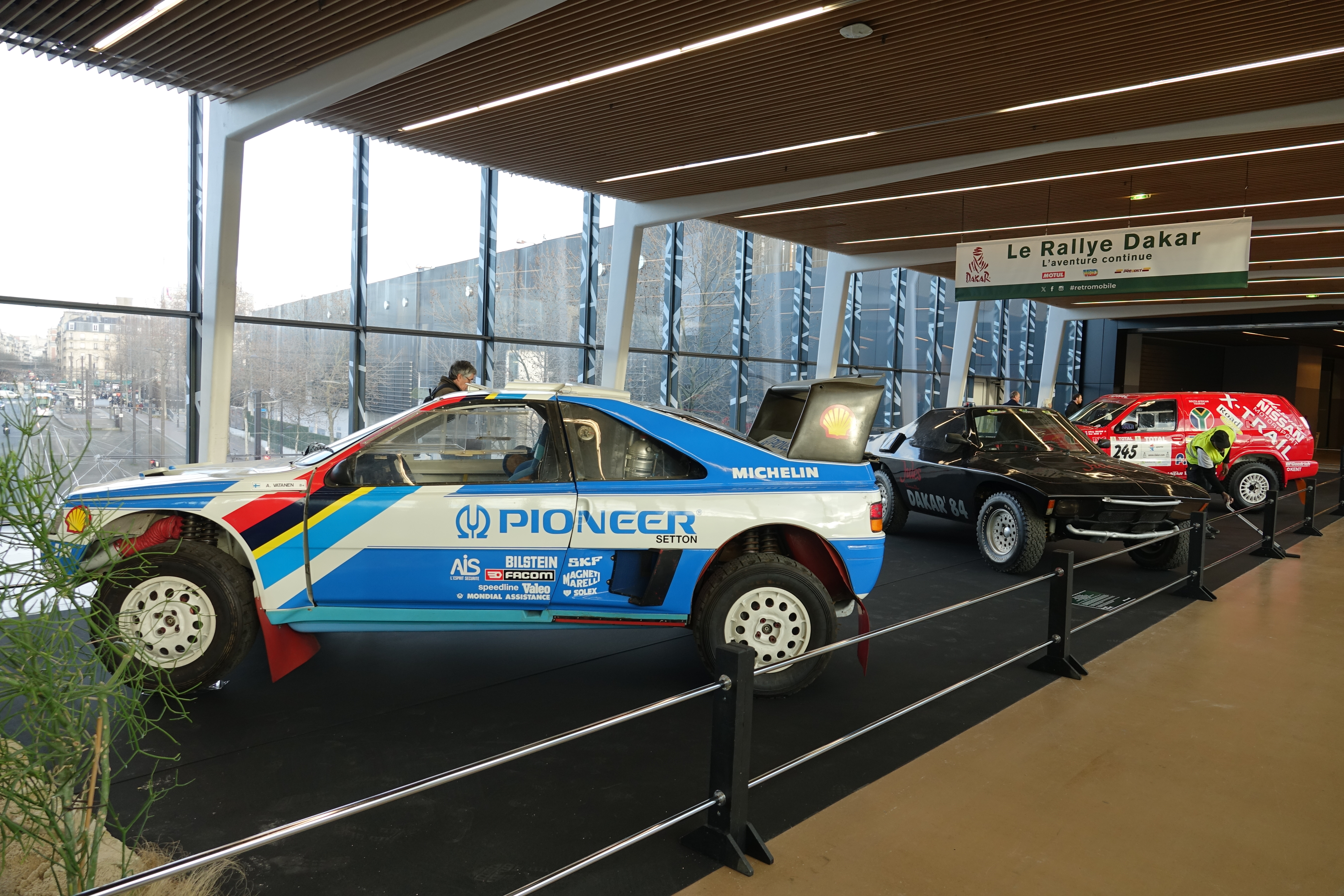
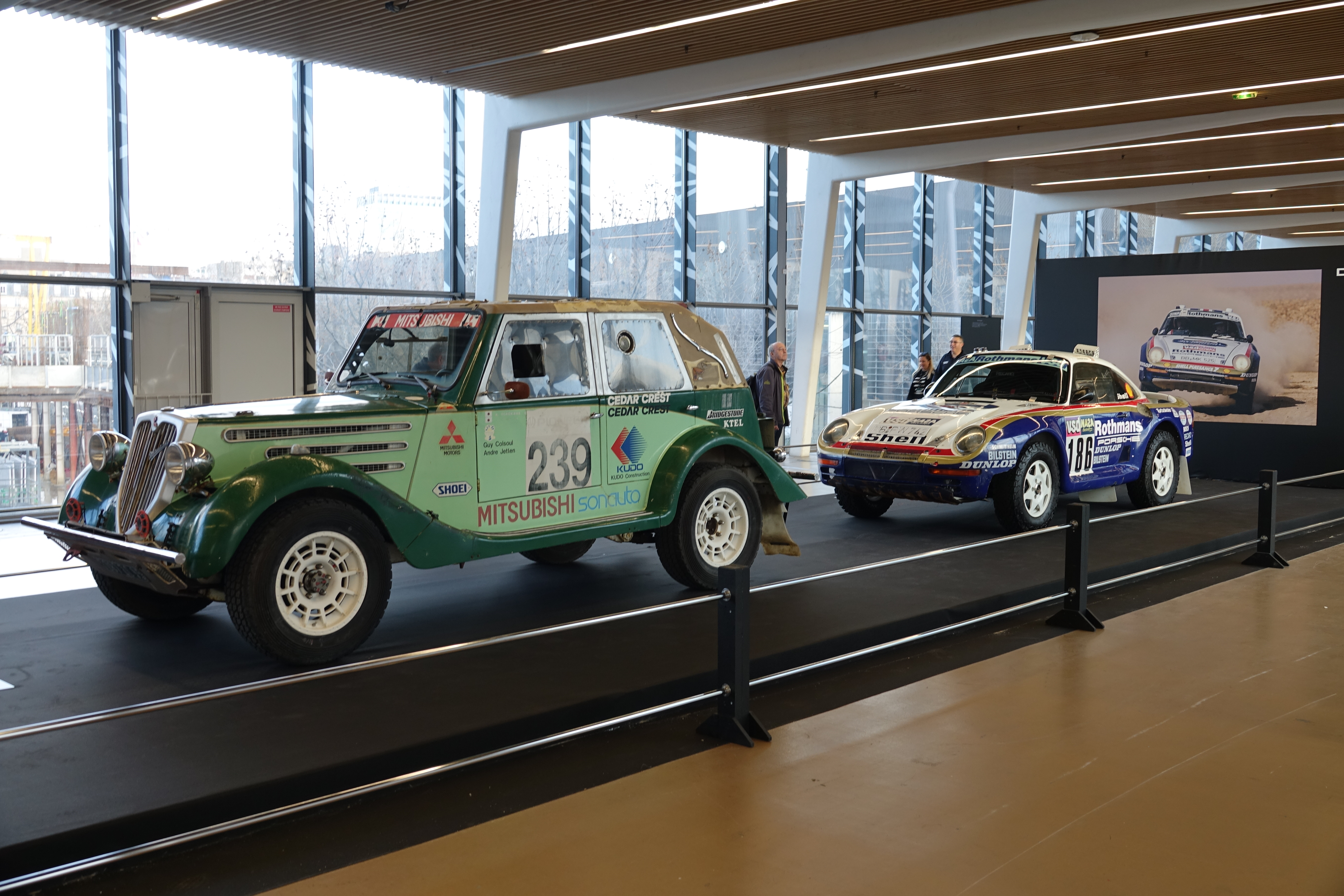
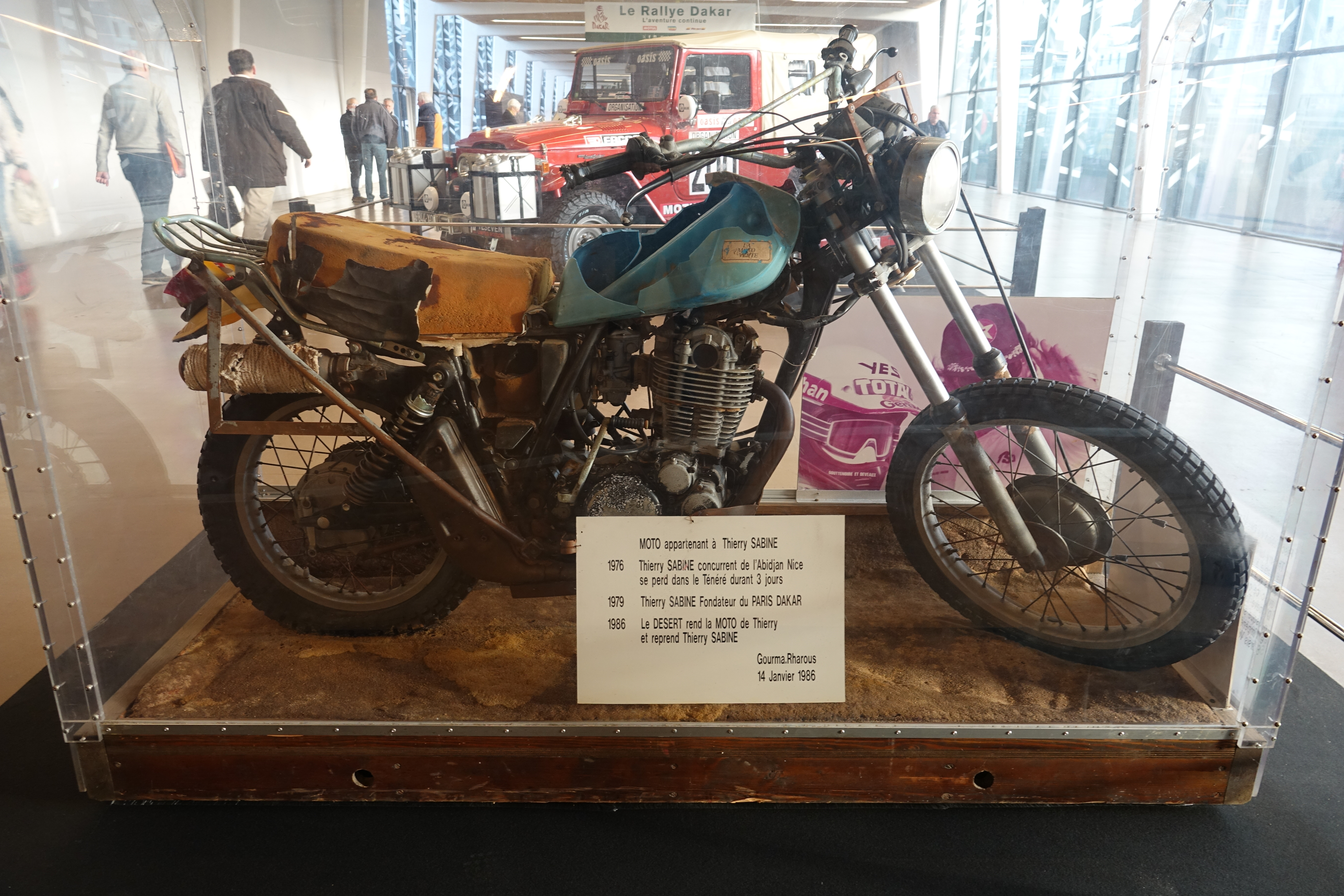

### Famille Monneret

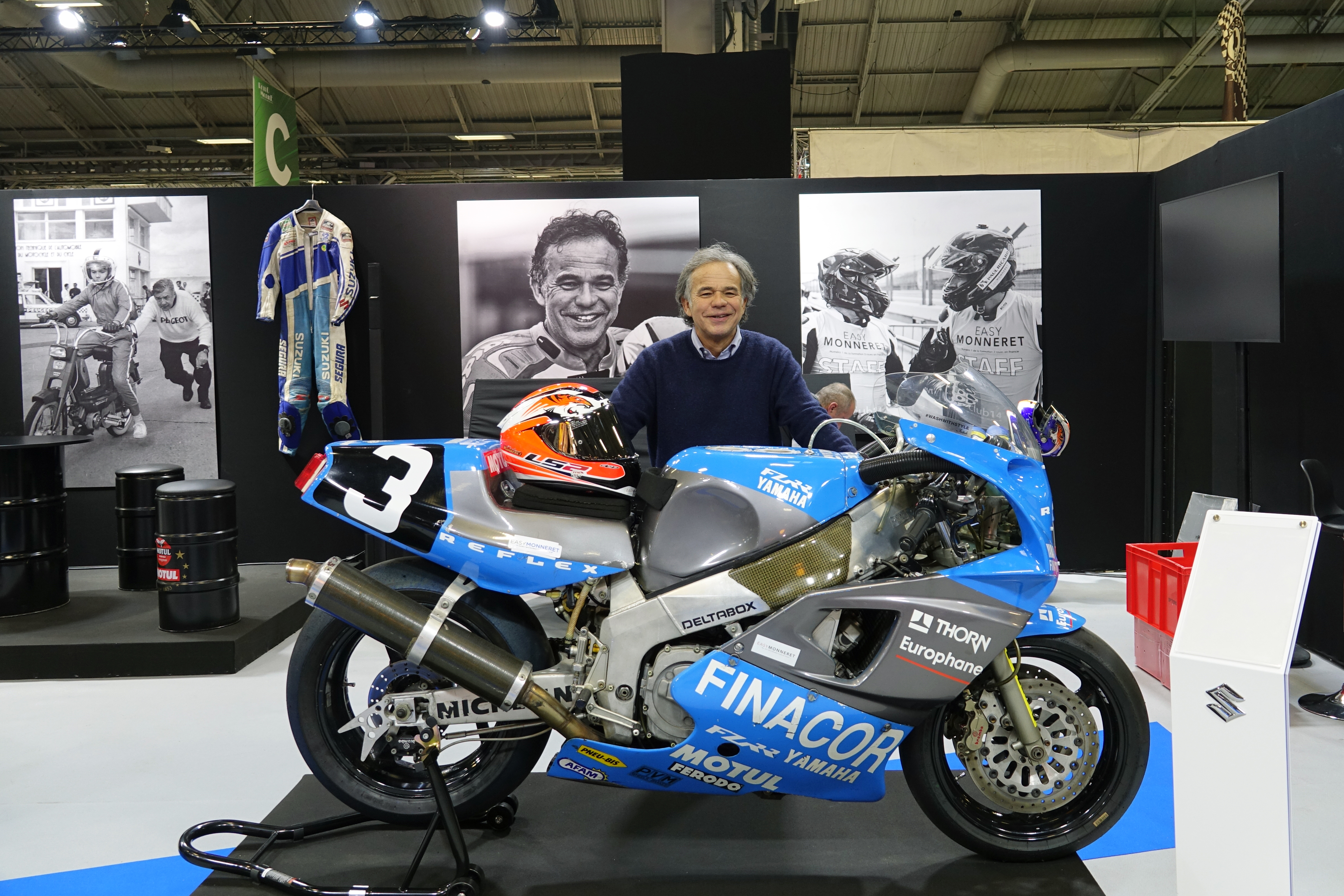
Philippe Monneret à Rétromobile 2024.

Rétromobile 2024 rend hommage à la famille Monneret, dont l'histoire débute avec Georges Monneret surnommé « Jojo la Moto », puis ses fils Pierre Monneret et Philippe Monneret, tous pilotes motos.

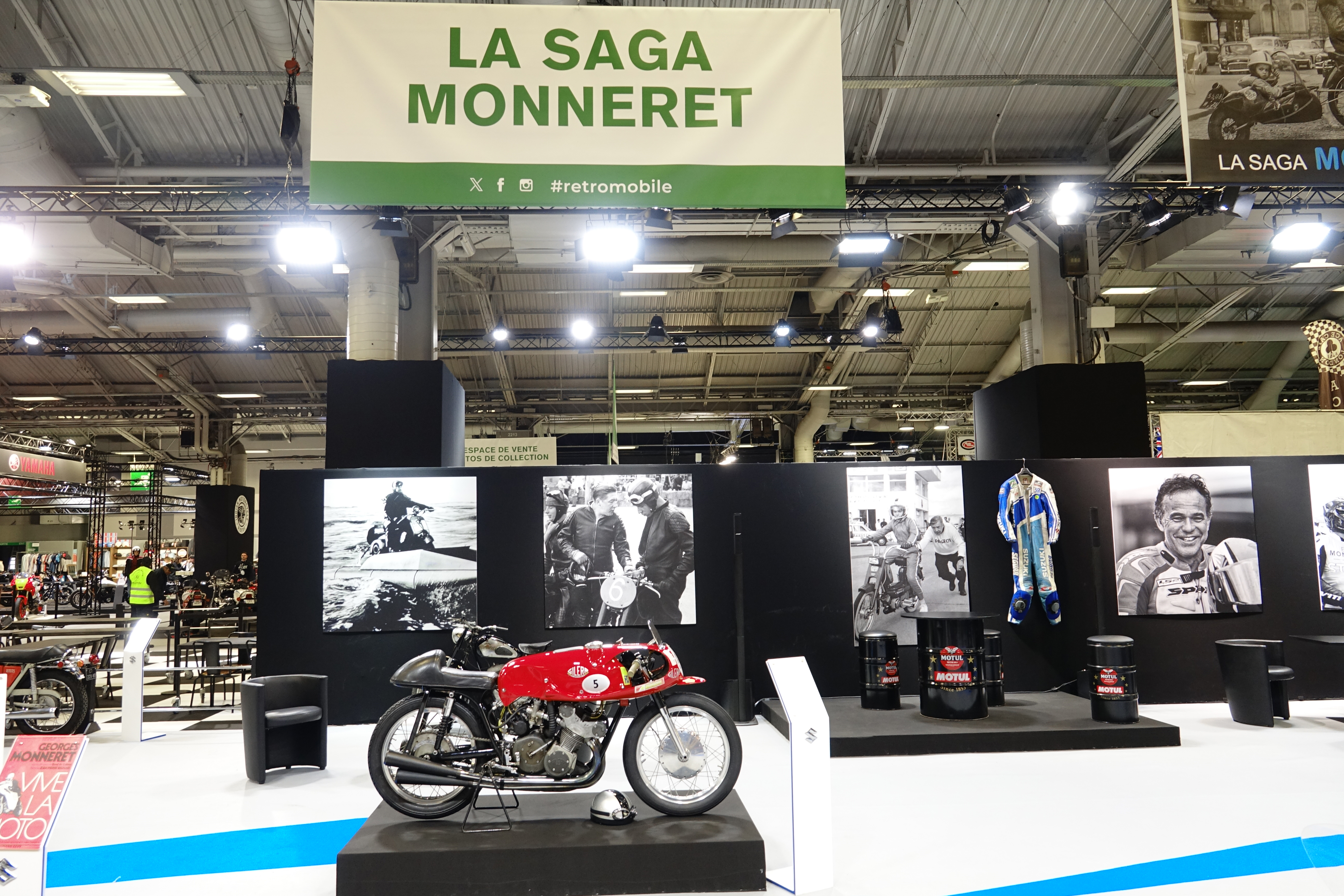
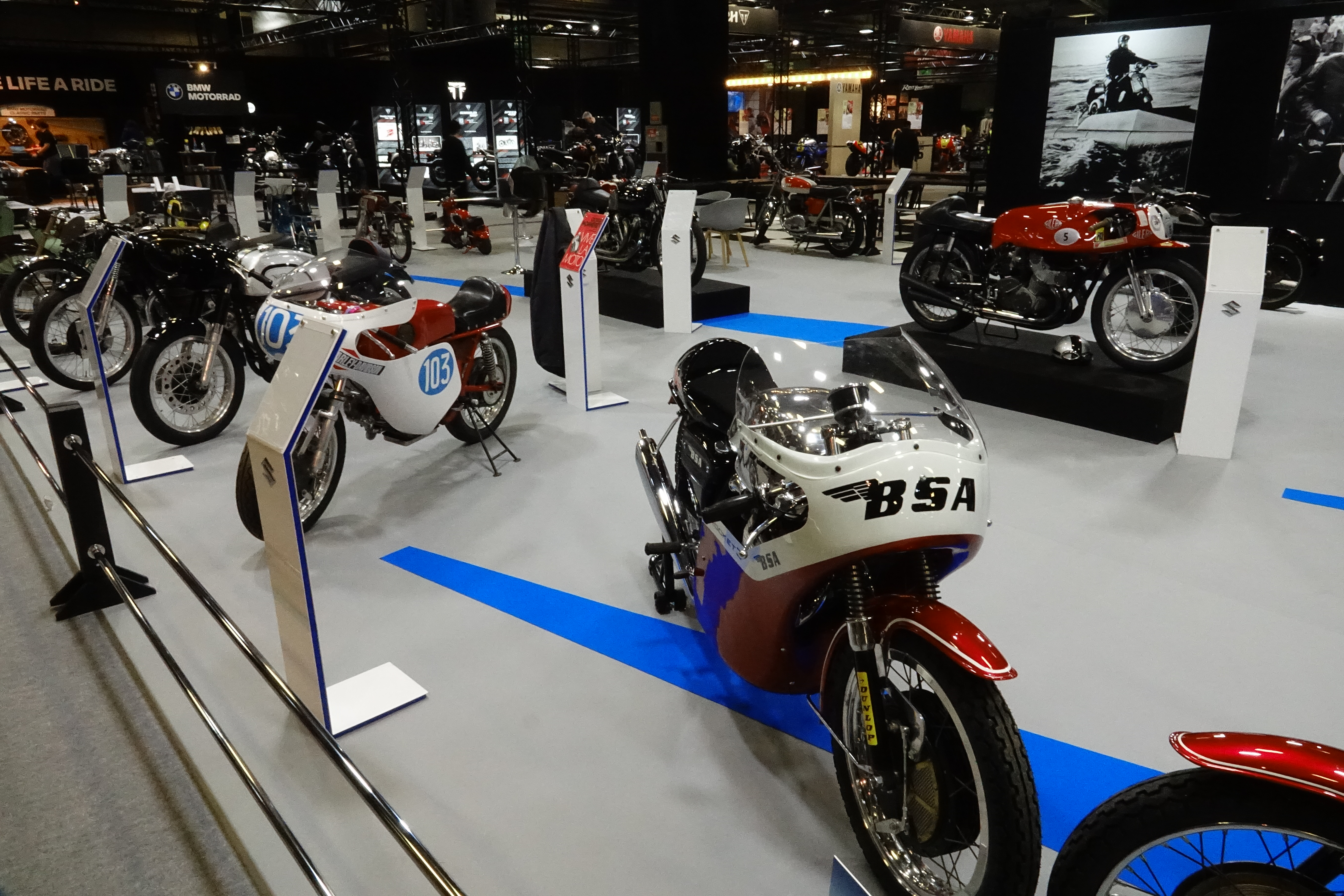
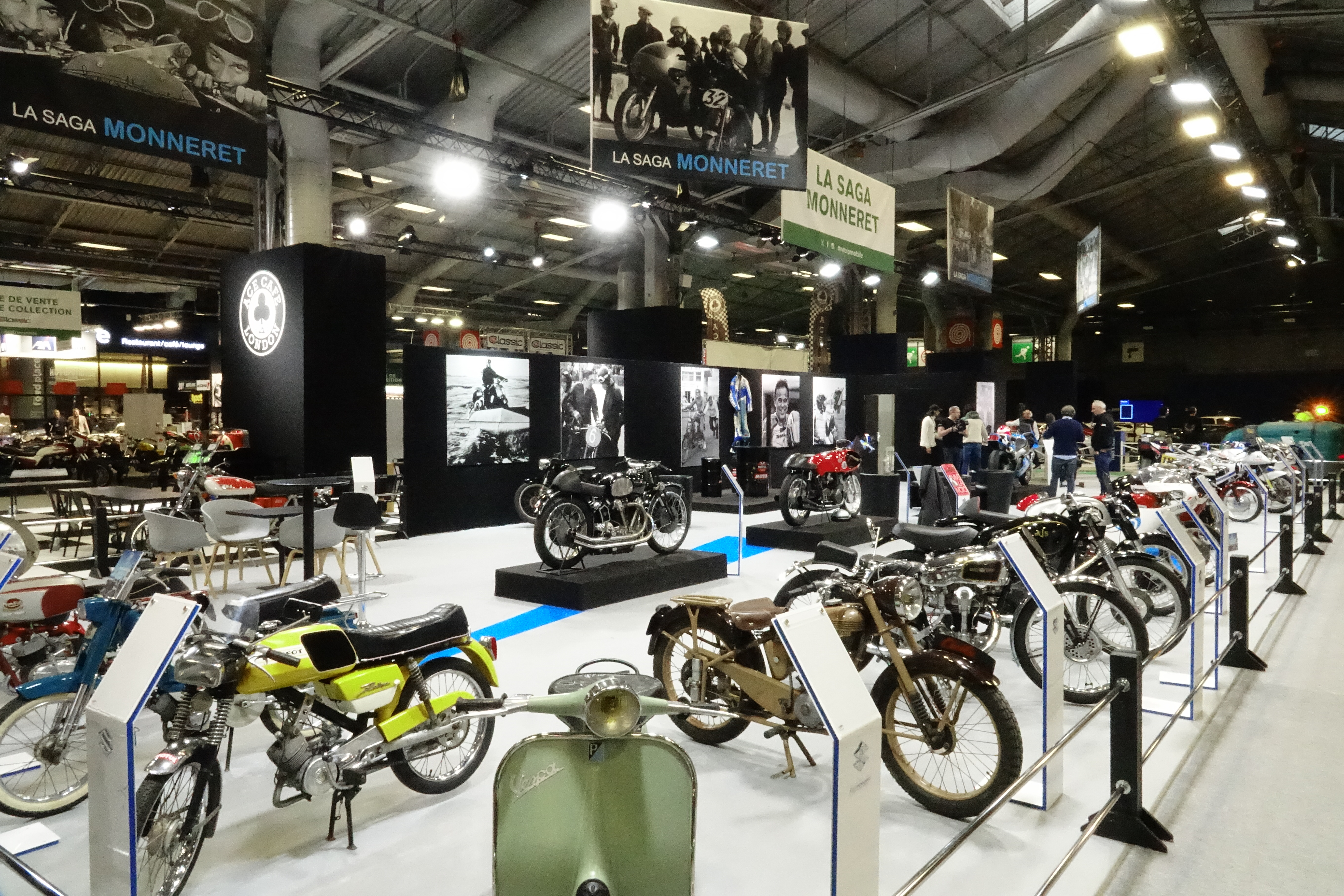
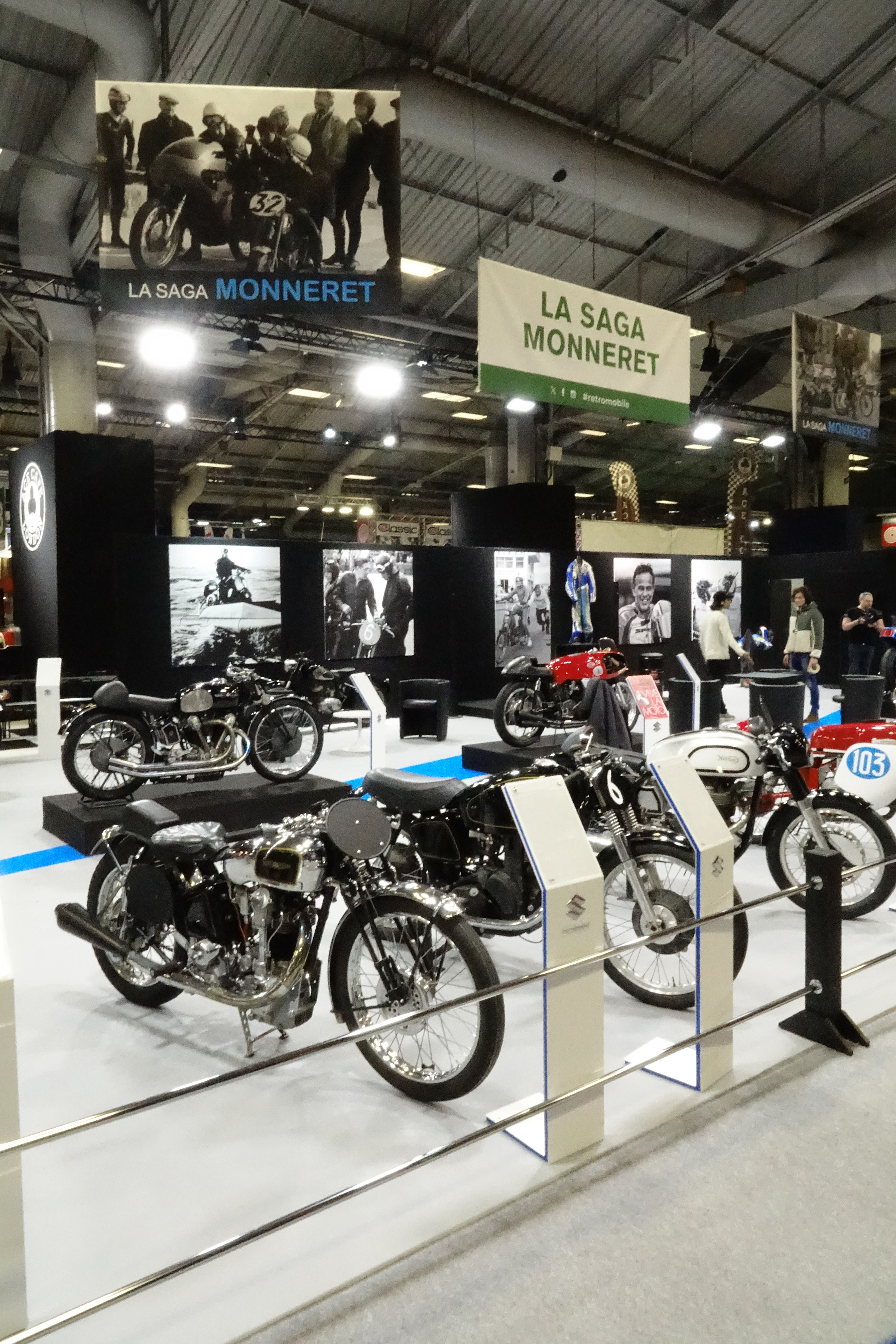

### Constructeurs automobiles
Cette édition reçoit la présence officielle de nombreux constructeurs automobiles contemporains tels Renault, Porsche, Volkswagen, Mercedes et Škoda.
Renault

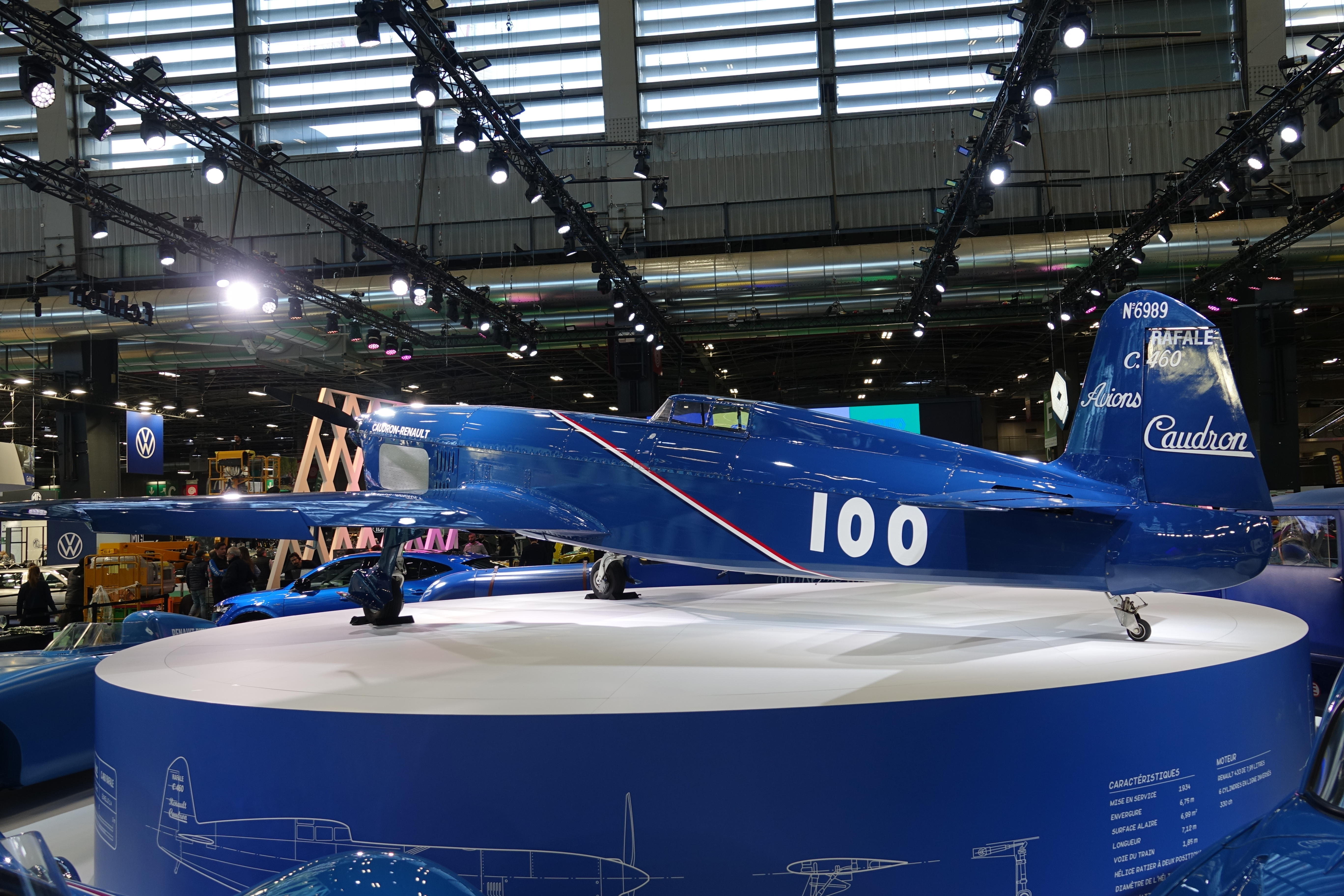
Caudron C.460 Rafale au salon Rétromobile 2024

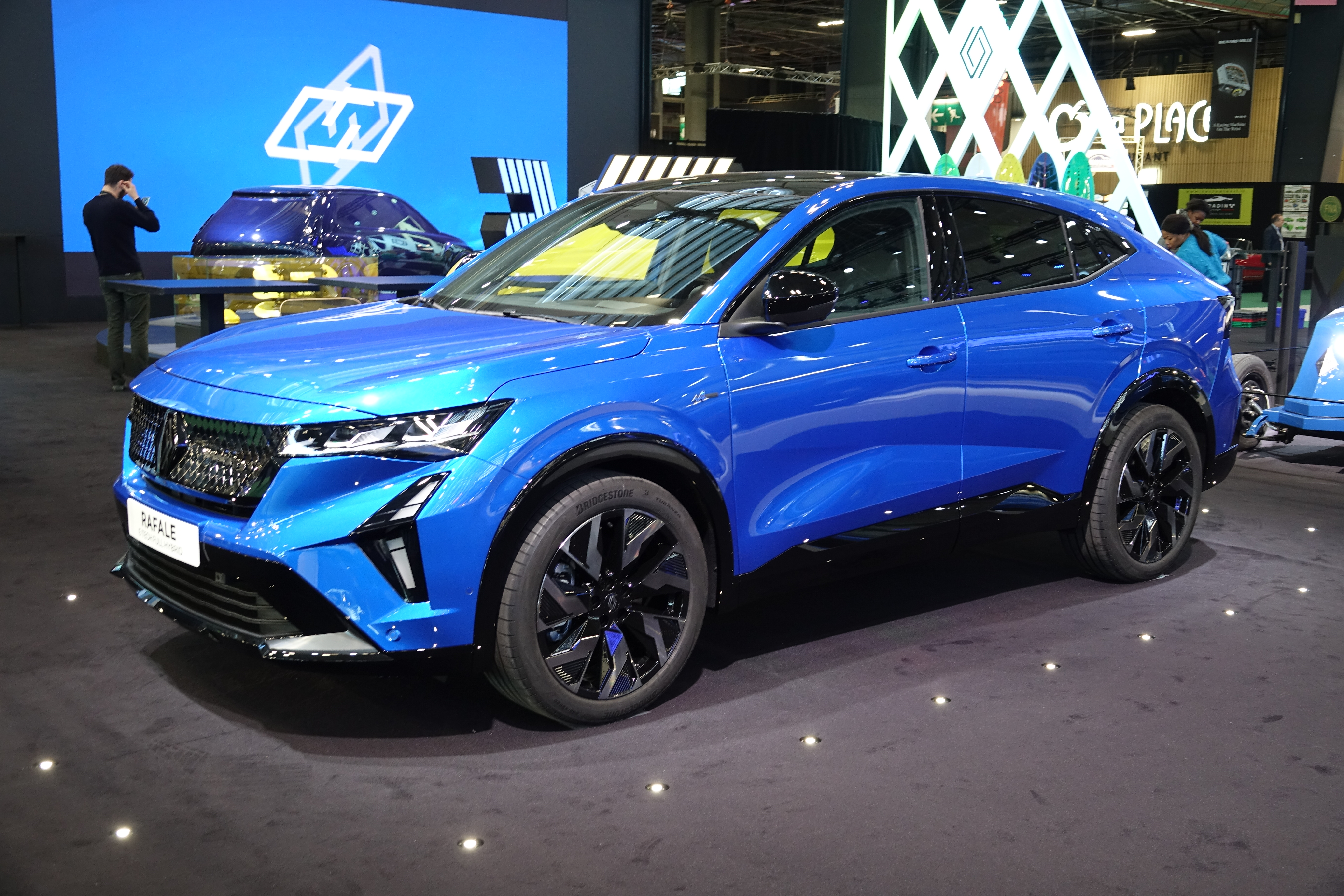
Renault Rafale

Le stand du constructeur français Renault est surmonté d'un avion, le Caudron C.460 Rafale de 1934 et présente la Rafale qui en reprend le nom. Renault expose aussi ses voitures de records telles que :
- la Renault 40CV des Records de 1926 ;
- la Renault Nervasport des Records de 1934 ;
- la Renault Étoile filante de 1956 ;
- la Renault Dauphine « Speed Week »  de 1956.

Škoda
Toujours dans le groupe Volkswagen, Škoda expose 90 ans d'histoire de la marque avec toutes les générations de Škoda Superb, ainsi que les concept cars Voltavia et Vision 7S qui préfigure la 4e génération de Superb.

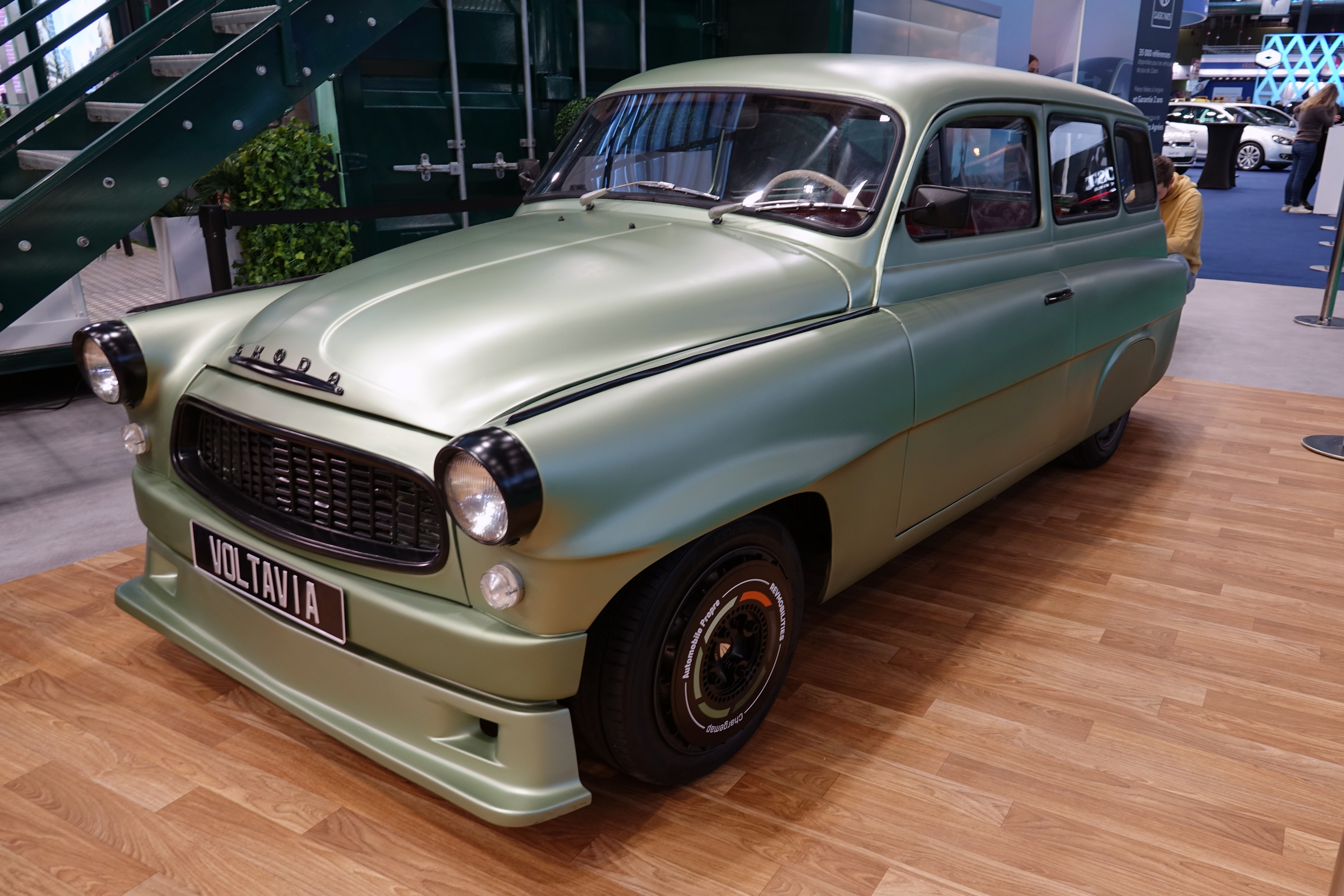
Škoda Vision 7S concept
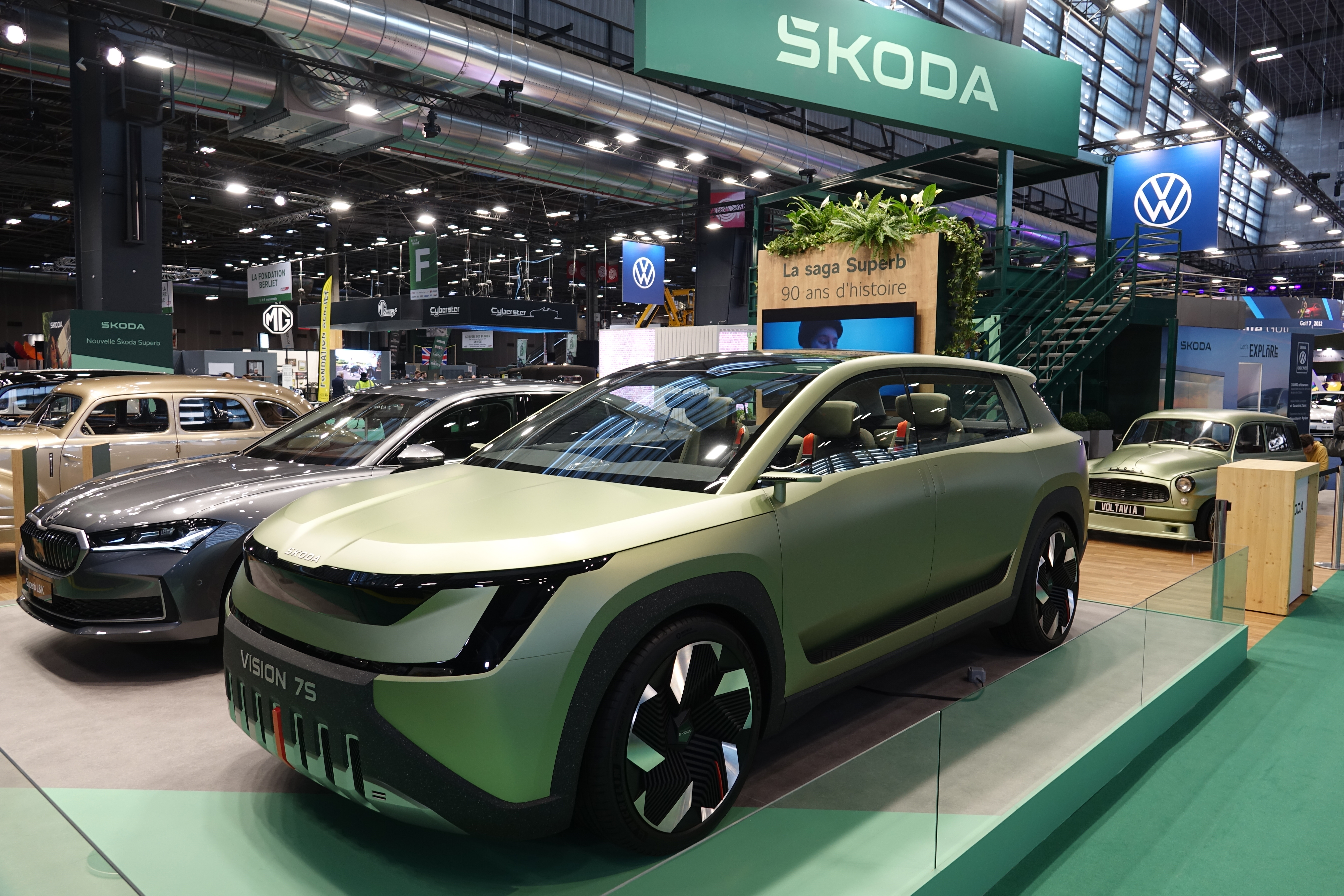
Škoda Voltavia concept

### Constructeurs motos

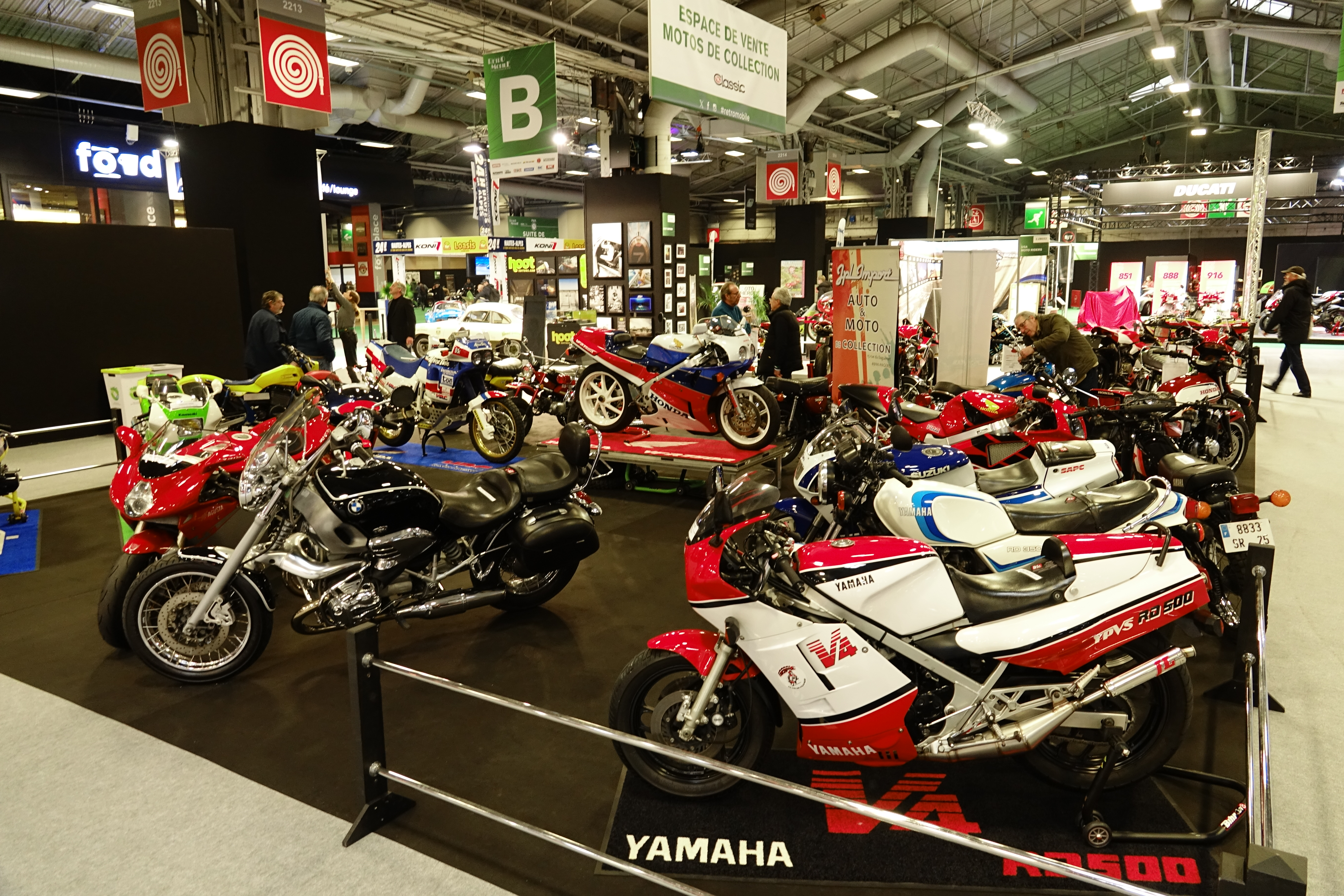
Espace de vente de motos de collection

La moto est très bien représentée lors de cette édition 2024, où le salon reçoit la présence officielle de nombreux constructeurs moto avec notamment Indian, Yamaha, Ducati, Harley Davidson, BMW Motorrad, Triumph. Et viennent s'ajouter l'exposition consacrée au pilote Philippe Monneret et un espace de vente de motos de collection.

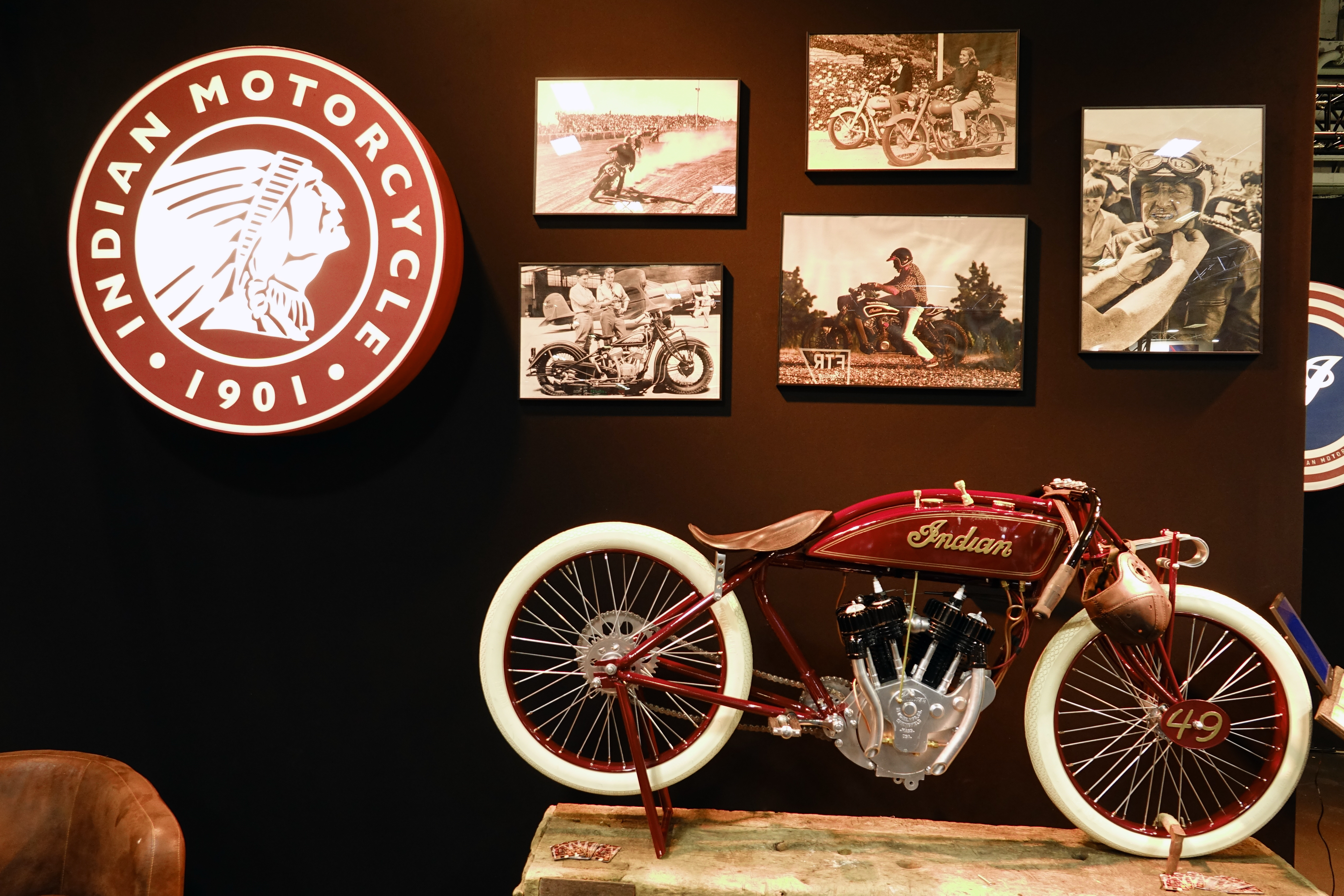
Indian
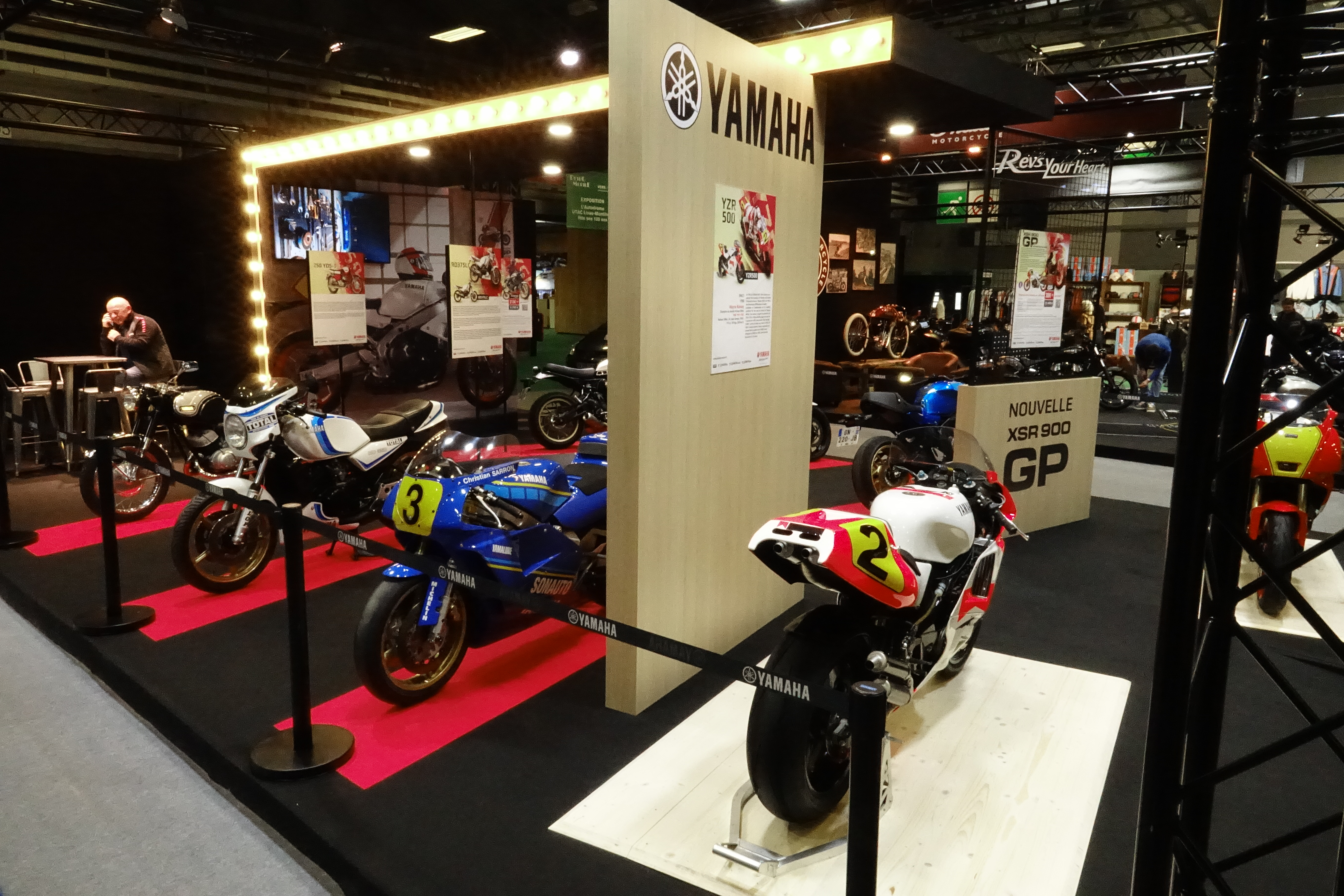
Yamaha
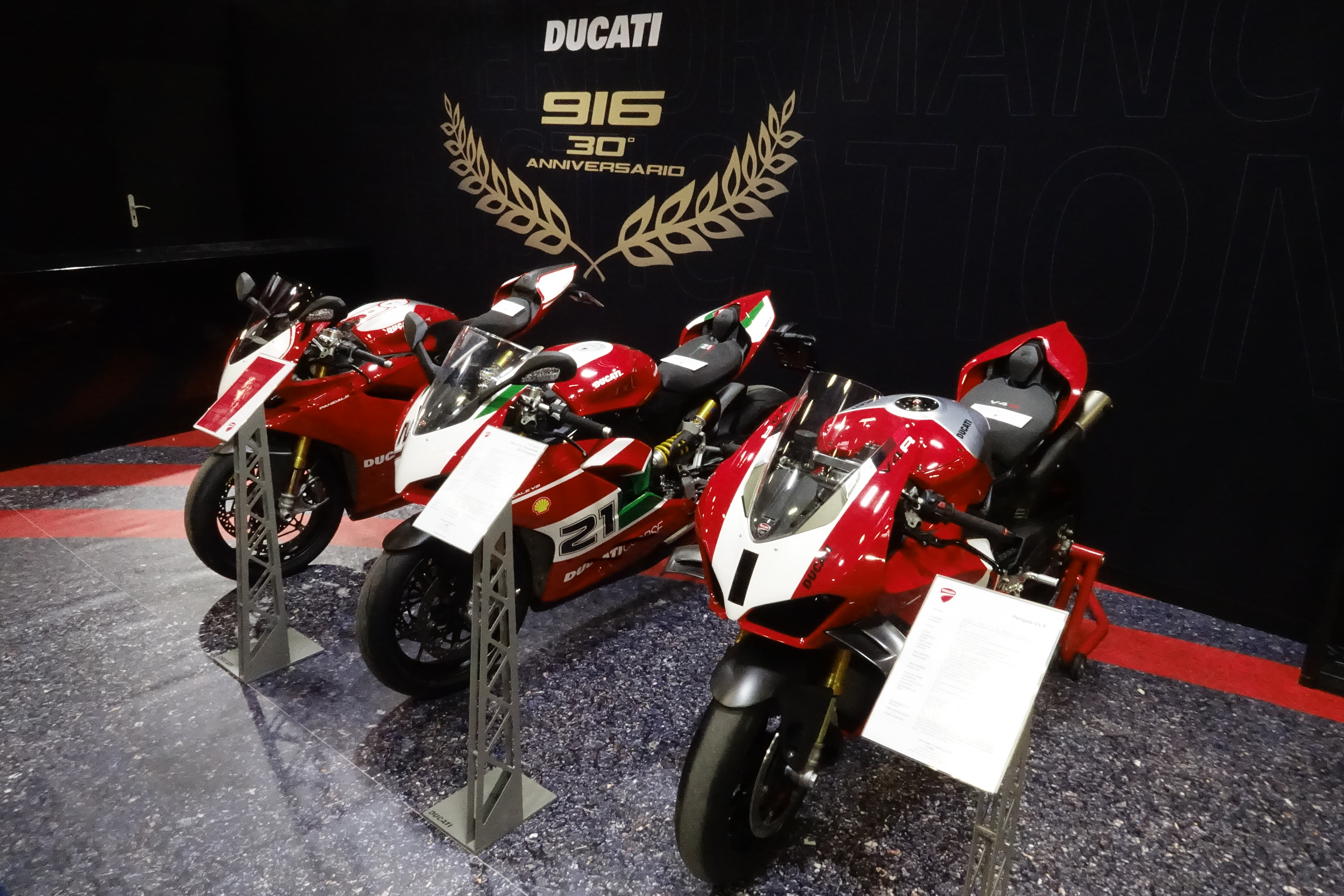
Ducati
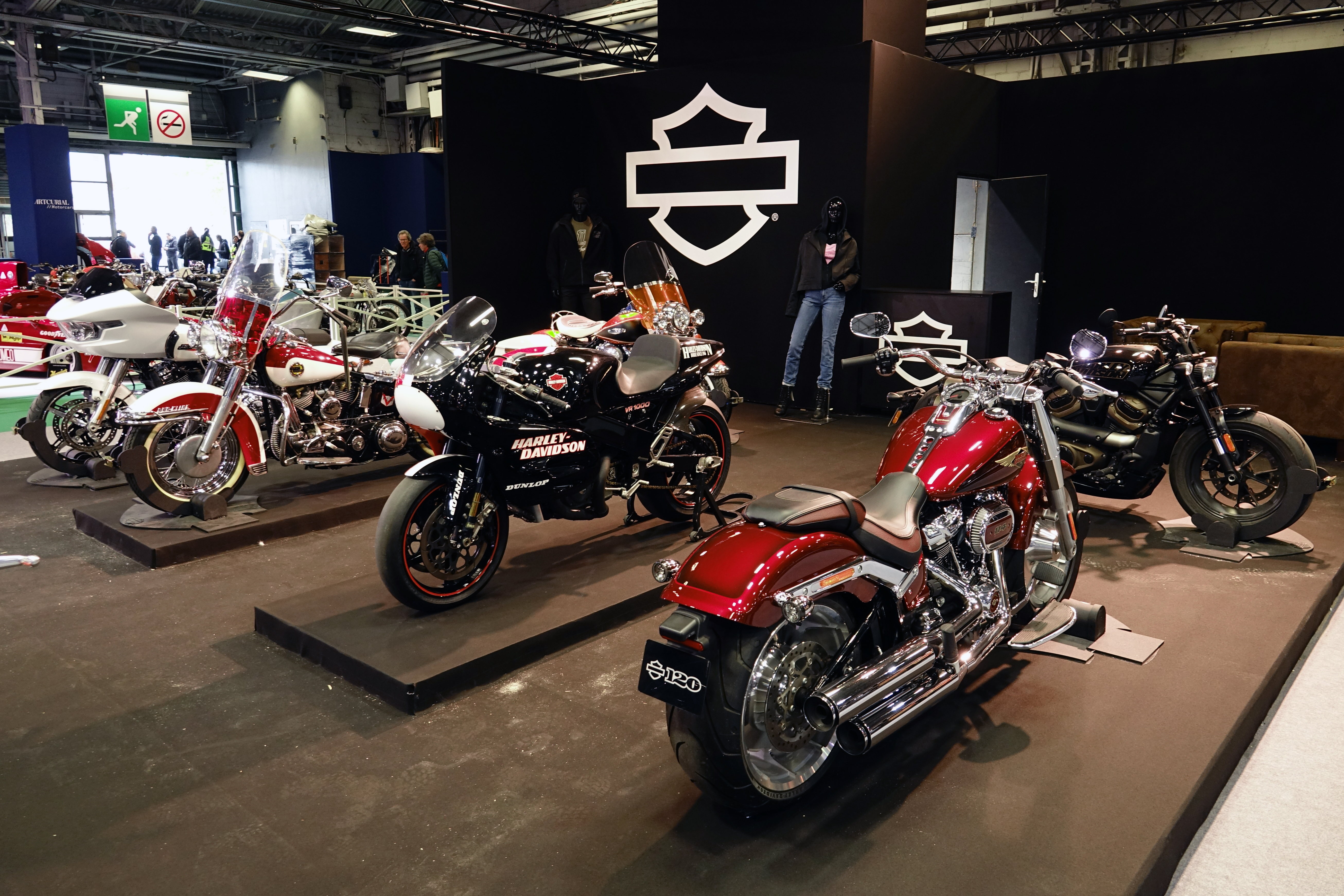
Harley Davidson
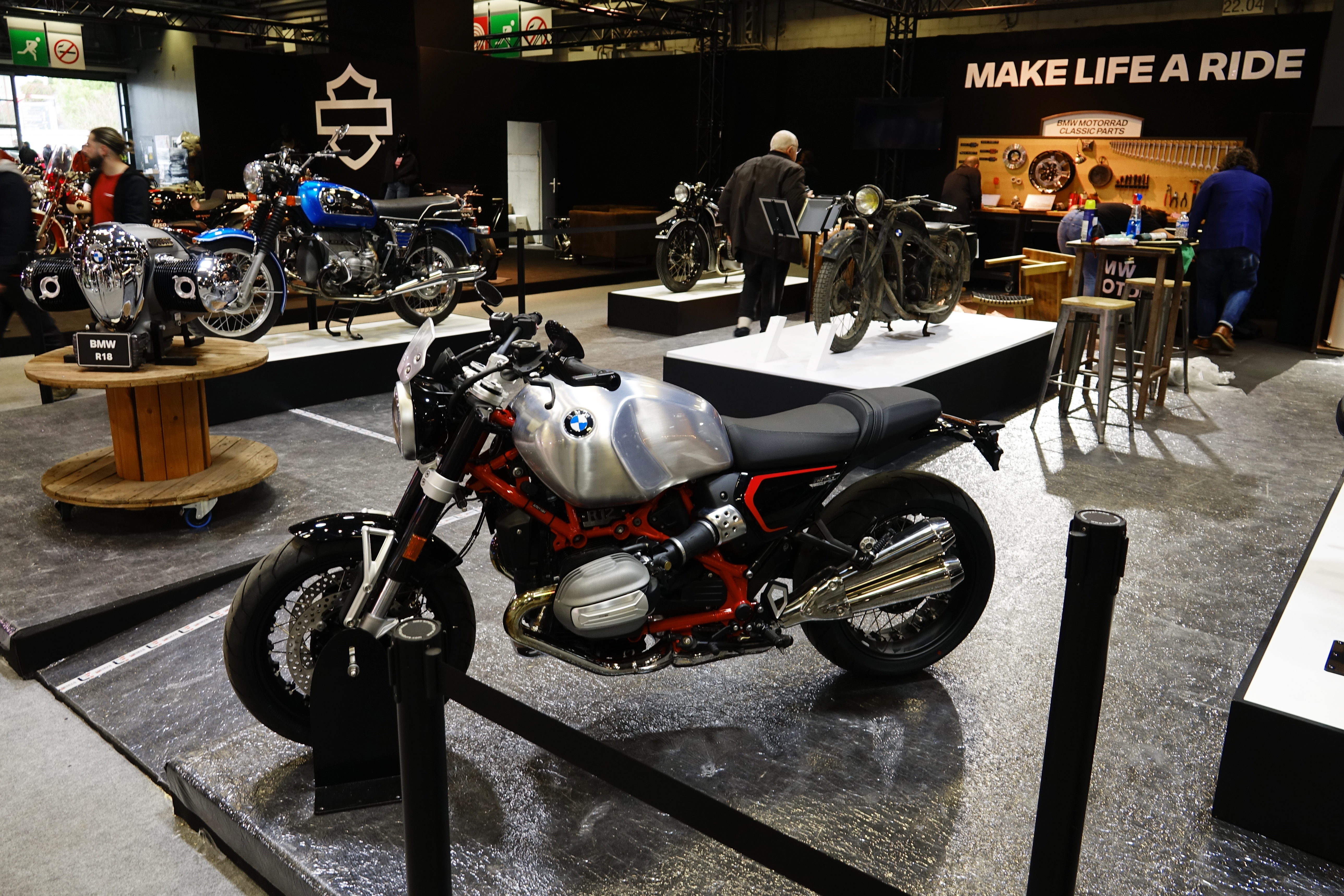
BMW Motorrad

## Vente aux enchères
Une vente aux enchères d'automobiles de prestige a lieu le vendredi 2 février 2024 organisée par la maison Artcurial, où l'on retrouve une Ferrari 250 GT California Spyder, une Ford GT Heritage Edition, une McLaren Speedtail, une McLaren Senna, une Lamborghini Aventador LP 780-4 Ultimae ou encore un tracteur Lamborghini.